# 伊麗莎白·凱迪·斯坦頓
伊麗莎白·凱迪·斯坦頓（英語：Elizabeth Cady Stanton，1815年11月12日－1902年10月26日），美國作家和行動主義者，為19世紀中後期美國女權運動的領袖，同時她還積極參與廢奴運動在內的社會改革運動。1848年，在她的推動下成立了史上首個僅以女性權利為會議宗旨之塞內卡瀑布會議，她同時還為成立大會起草了《權利和感性宣言》。她對女性參政權的理念雖然在會議上引起爭議，但很快便獲女性運動吸收為的核心原則。
1851年她與蘇珊·安東尼相遇後，兩人建立長達數十年的伙伴關係，為女權運動發展產生重大影響。在南北戰爭期間，伊麗莎白·凱迪·斯坦頓等人成立女性忠誠全國聯盟以爭取廢除奴隸制，並發展為當時美國史上最大規模的請願活動。1868年，伊麗莎白·凱迪·斯坦頓創辦《革命》報刊，用以爭取及宣傳女性權利。
南北戰爭後，伊麗莎白·凱迪·斯坦頓和蘇珊·安東尼成為美國平權協會的主要創始者，致力於為非裔美國人和女性爭取平等的參政權。當美國憲法第十五修正案草案僅提供黑人男性參政權時，伊麗莎白·凱迪·斯坦頓和蘇珊·安東尼率先表示反對，並堅決表示應將參政權同時擴大至所有的非裔美國人和女性。兩人的表態雖成功拉攏相同理念的成員，但也遭支持該修正案的成員斥責，進而導致美國平權協會的分裂。伊麗莎白·凱迪·斯坦頓本人則在導致協會分裂的會議中，使用精英主義和種族主義詞彙表達她的想法，如她在反對黑人男性較所有女性優先獲得參政權時便為此稱：「我們須面對一項嚴肅的問題，那便是我們是否應站在一旁，讓『桑波』優先走進王國。」，這使她遭受廢奴主義者和昔日好友法雷迪·道格拉斯的譴責。
美國平權協會分裂後，伊麗莎白·凱迪·斯坦頓和蘇珊·安東尼創立了全國女性參政權協會，並由伊麗莎白·凱迪·斯坦頓擔任該協會的主席。二十多年後分裂的全國女性參政權協會和美利堅女性參政權協會重新合併為美利堅全國女性參政權協會，伊麗莎白·凱迪·斯坦頓獲推舉為具榮譽性質的首任主席。儘管該組織所關注的議題逐漸著重在女性參政權，但伊麗莎白·凱迪·斯坦頓仍繼續致力於解決多面向的女性權利問題。
她做為《女性參政權史》前三卷的主要作者，為記錄女性參政權運動的歷史做出重大貢獻，她於另一本著作《女性聖經》中，對《聖經》內文進行了批判性檢視，並提出其《聖經》對女性的態度反映了不文明時代所產生的性別偏見。

## 家庭背景及童年
伊麗莎白·凱迪出生於紐約州約翰斯敦市的望族中，同時他們家族在該市的城市廣場更擁有多達十二個僕人打理的家族宅邸。她的保守派聯邦黨員父親丹尼爾·凱迪為該州最富有的地主之一，曾擔任律師及美國眾議員，並於卸任後成為紐約州最高法院法官。她的進步派母親瑪格麗特·利文斯頓·凱迪（Margaret Livingston Cady）曾在廢奴運動中支持激進的加里森派，並於1867年響應簽署爭取女性參政權的請願書。
伊麗莎白·凱迪為家族十一個子女中排名第七的女兒，然而她十一個兄弟姊妹中便有六個在成年前便夭折早逝，包括家族中所有男孩。導致她的母親在生完眾多子女身心俱疲的情況下，遭遇了眾多子女的逝世而變得抑鬱孤僻，最終由大女兒翠凡娜·凱迪·貝亞德（Tryphena Cady Bayard）和她的丈夫愛德華·貝亞德（Edward Bayard）一肩扛起撫養家中年幼子女的責任。
伊麗莎白·凱迪在她名為《八十年和更多》（Eighty Years & More）的回憶錄中稱，年輕時家裡有三個非裔男僕。其中研究人員已經確定當中一位非裔男僕名叫彼得·緹堡特（Peter Teabout）為奴隸身份，並且可能持續至1827年7月4日紐約州解放所有奴隸為止。伊麗莎白·凱迪於回憶錄中使用深情的文字稱，她和她的姐妹們一起與彼得·緹堡特在參加聖公會教堂聚會時一同坐在教堂的後方進行禮拜，而不是和白人家庭一樣坐在教堂前方的位置中。

## 教育薰陶
伊麗莎白·凱迪接受比當時大多數的女性更好的教育機會，並於家鄉的約翰斯敦學院就讀至15歲。同時她也是該校數學和語文高級班唯一招收的女性學生，再學校的希臘語比賽中她更獲得了二等獎，並成為一名熟練的辯論家。她在約翰斯敦學院度過了愉快的校園時光，並稱沒有因為性別而在學校遇到任何阻礙。
她最後一位在世兄弟以利亞撒·凱迪（Eleazar Cady）剛從紐約州斯克內克塔迪聯合學院畢業便撒手人寰，年僅20歲，這也讓伊麗莎白·凱迪敏銳地意識到社會對女性的低期望。她的父母也因此悲痛萬分，當時年僅十歲的她試圖安慰她的父親，稱會努力達成比肩兄長的成就，而她的父親便對她說到：「哦，我的女兒，我真希望你是個男孩！」。
伊麗莎白·凱迪小時候便受到大量知識薰陶，她的鄰居西蒙·霍薩克（Simon Hosack）牧師負責教授她希臘語和數學，而她的姐夫愛德華·貝亞德和以利亞撒·凱迪在聯合學院的同學則教授她哲學和馬術。她的父親丹尼爾·凱迪更帶著她學習法律書籍，以便伊麗莎白·凱迪可以在餐桌上與他的法律助理進行辯論。伊麗莎白·凱迪後來想繼續攻讀大學，但當時沒有大學願意招收女學生，最初她的父親也認為她不需要繼續升學，最終他同意讓伊麗莎白·凱迪進入位在紐約州特洛伊由艾瑪·威拉德創立和經營的特洛伊女子神學院進行就讀。
伊麗莎白·凱迪在她的回憶錄中曾說，她在特洛伊的學生時期對由基督教復興運動核心人物的福音派傳教士查爾斯·芬尼所進行為期六週的宗教復興課程感到非常惶恐不安。他的講道內容加上她童年在喀爾文主義長老教會的經歷，使她害怕自己遭受神罰並稱：「對審判的恐懼抓住了我的靈魂。迷失者的景象變成了我的夢魘。精神上的痛楚傷害了我的健康。」。最終她父親和姐夫說服伊麗莎白·凱迪無視查爾斯·芬尼的警告，並帶她說前往尼加拉大瀑布進行為期六週的旅行，在此期間她閱讀了理性主義的哲學著作，並藉由這些著作恢復了她所喪失的理性與理智。然而伊麗莎白·凱迪的傳記作者洛瑞·金伯格（Lori D. Ginzberg）稱此段回憶錄記載存在一些問題，如伊麗莎白·凱迪就讀特洛伊女子神學院時，查爾斯·芬尼已經有六個星期沒有進行講道。因此洛瑞·金伯格懷疑她藉由編造此段童年記憶，來強調女性會因陷入宗教的魔咒而傷害自己。

## 婚姻及家庭

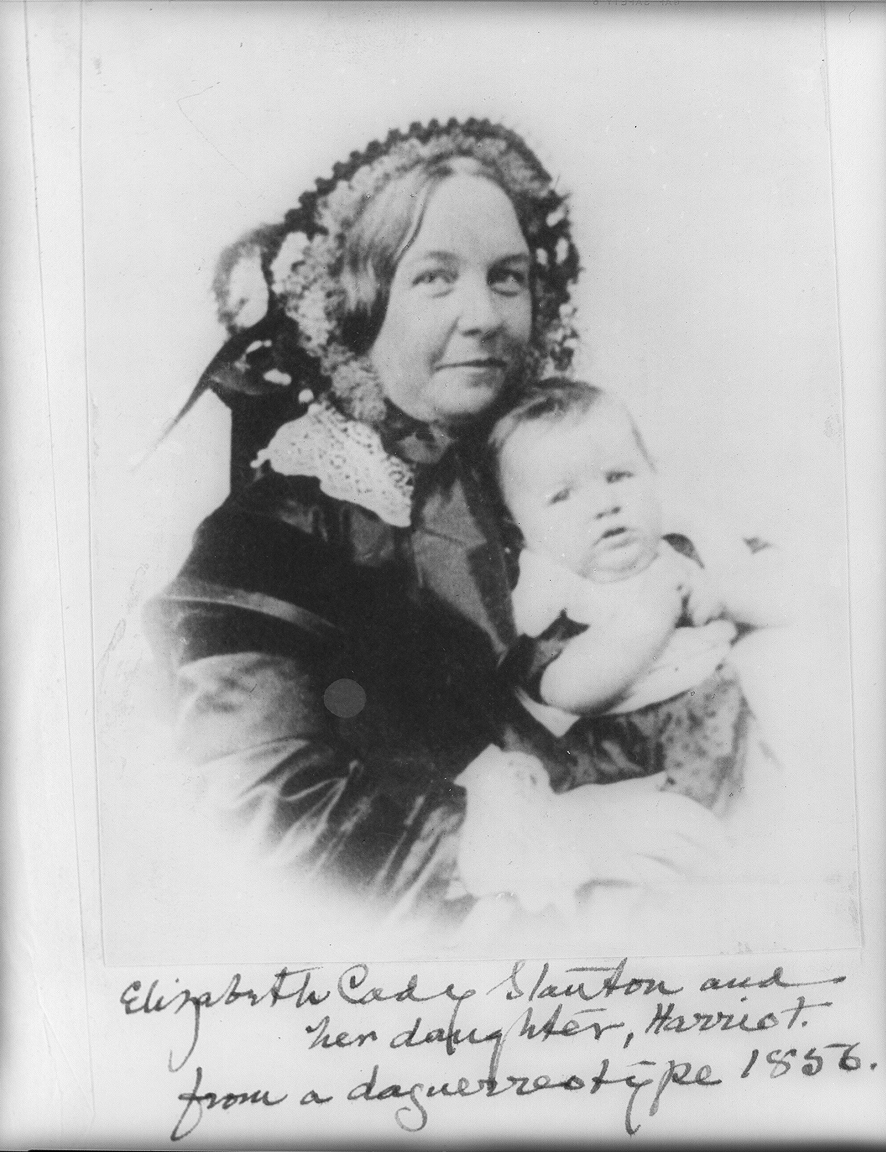
伊麗莎白·凱迪·斯坦頓和她的女兒哈里奧特·斯坦頓·布拉奇

作為一個年輕女子，伊麗莎白·凱迪經常前往同住在紐約州北部的表兄格里特·史密斯家中旅行。格里特·史密斯與她保守派父親的政治主張截然不同，他是位廢奴主義者，同時也是「神秘六人組」的成員，該組織曾資助約翰·布朗突襲哈珀斯渡口，來試圖引起受奴役的非裔美國人進行武裝起義。在格里特·史密斯的家中，她遇到了著名的廢奴主義者亨利·布魯斯特·斯坦頓，儘管她父親對門婚事有所保留，最終兩人還是於1840年結婚，她在婚禮的誓詞中省略「服從」一詞。伊麗莎白·凱迪後來寫道：「我堅決不服從一個我認為正與之建立平等關係的人。」，此舉雖然不常見，但並非聞所未聞，如貴格會便早已在婚禮上省略「服從」有段時日。伊麗莎白·凱迪將她丈夫的姓氏作為她自己名字的一部分，自稱為伊麗莎白·凱迪·斯坦頓或E·凱迪·斯坦頓，但堅決不稱自己為亨利·布魯斯特·斯坦頓夫人。
從歐洲度蜜月回來後不久，斯坦頓一家便搬進位在約翰斯敦的卡迪家中。亨利·布魯斯特·斯坦頓便開始在他岳父丹尼爾·凱迪手下學習法律，直到1843年斯坦頓一家搬到麻薩諸塞州切爾西為止，之後他任職於當地的律師事務所中。在切爾西生活期間，伊麗莎白·凱迪·斯坦頓享受著與廢奴主義者聚會所帶來社會、政治和知識面的刺激，同時她也受到了法雷迪·道格拉斯、威廉·勞埃德·加里森和拉爾夫·沃爾多·愛默生等人的薰陶。1847年，斯坦頓一家搬到了紐約州五指湖地區的塞內卡瀑布，由伊麗莎白·凱迪·斯坦頓的父親為他們購買的房子中，現在該棟房子已成為妇女权利国家历史公园的一部份。

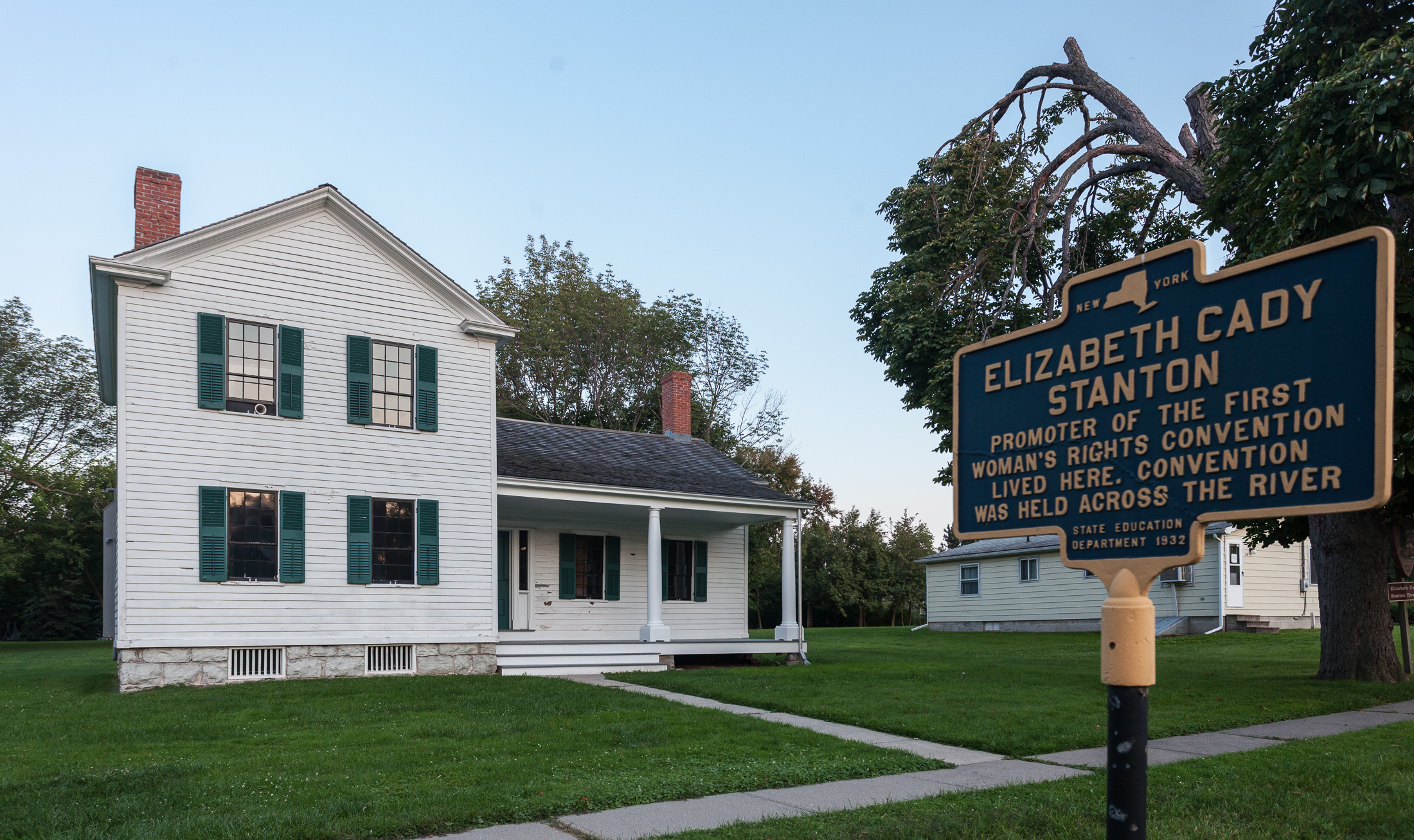
位在紐約州塞內卡瀑布的伊麗莎白·凱迪·斯坦頓故居 (紐約州塞內卡瀑布)

斯坦頓夫婦共有七位子女，在當時分娩被認為是一件極為私密的行為，而伊麗莎白·凱迪·斯坦頓則採取更加開放的做法，在生完孩子後她便會在家門升起一面旗幟，如果是男孩便升起紅旗，若是女孩便升起白旗。她的女兒哈里奧特·斯坦頓·布拉奇長大後更和她的母親伊麗莎白·凱迪·斯坦頓一樣成為了女性參政權運動領袖。當中歷史學家藉由分析斯坦頓夫婦子女的出生間隔，推論兩人一定進行過節育行為。伊麗莎白·凱迪·斯坦頓自己便曾說，她的孩子皆是通過“自主受孕”（voluntary motherhood）而產下的。在普遍認為妻子必須服從丈夫的性要求的時代，伊麗莎白·凱迪·斯坦頓認為女性應該掌握自己的性關係和分娩意願，同時她也說：「一個健康的女人和男人一樣擁有激情。」
伊麗莎白·凱迪·斯坦頓鼓勵她的子女廣泛的探索各種興趣、活動和知識，而她的女兒瑪格麗特·斯坦頓（Margaret Stanton）描述她總是「陽光、開朗和放縱的」。 伊麗莎白·凱迪·斯坦頓曾表示她喜歡做為母親經營著這個大家庭，但她發現自己在塞內卡瀑布因缺乏知識上的陪伴和刺激感到不滿意，甚至因此感到沮喪。
1850年代，亨利·布魯斯特·斯坦頓因身兼律師和政治家的緣故，每年有近10個月的時間中遠居在外。伊麗莎白·凱迪·斯坦頓則因孩子們還小而難以抽身旅行，使得她為此感到抑鬱。這種情形持續了多年，使夫妻倆分居的次數遠多於同居的次數。他們這段婚姻共持續47年，最終於1887年以亨利·布魯斯特·斯坦頓去世而告終。
雖然斯坦頓夫婦都是堅定的廢奴主義者，但亨利·布魯斯特·斯坦頓和她父親丹尼爾·凱迪一樣對女性參政權抱持否定的態度，因此亨利·布魯斯特·斯坦頓的傳記作者對他下了「充其量是一個三心二意的『女權男士』。」的評語。

## 早期激進主義

### 世界廢奴主義會議

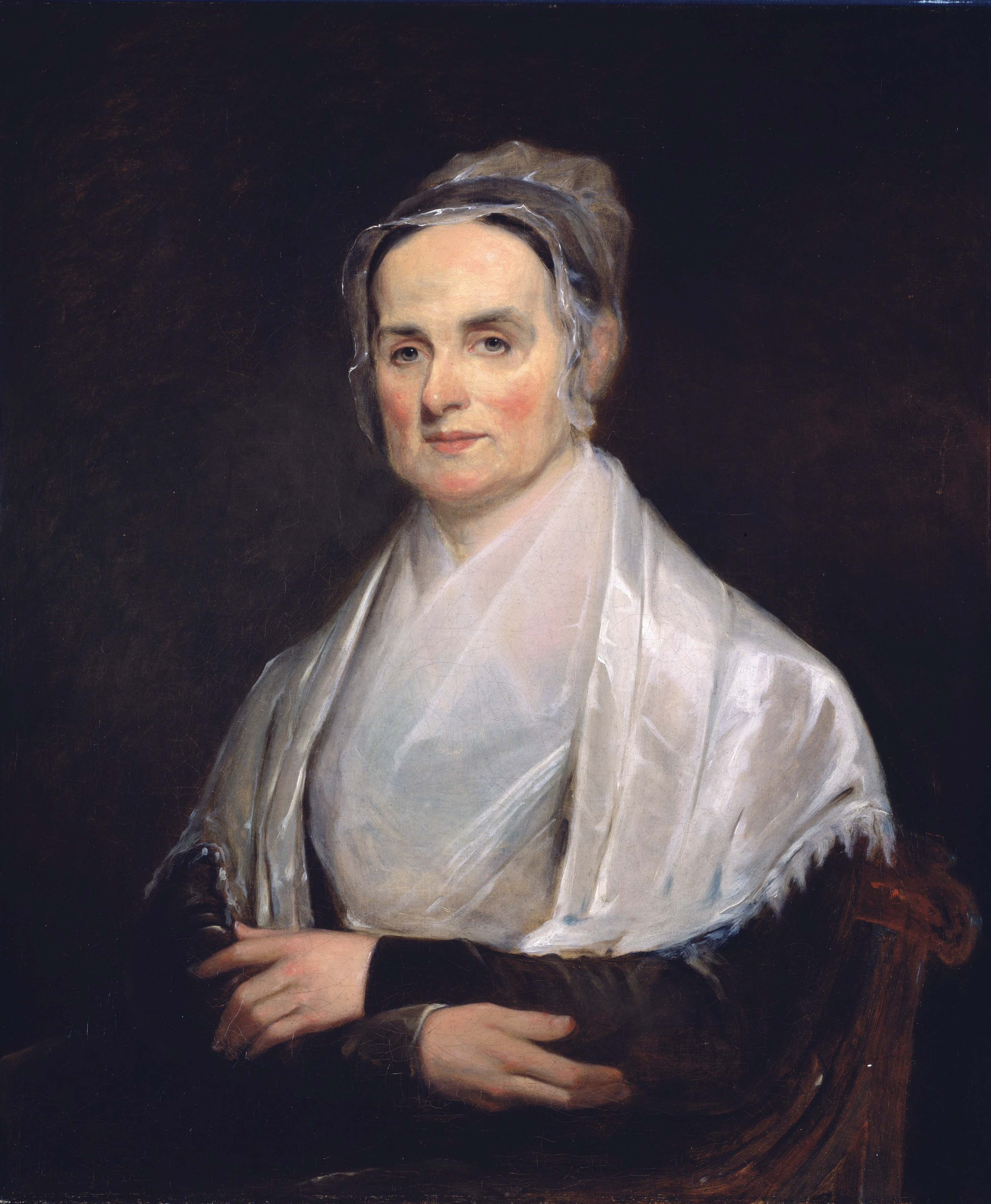
柳克麗霞·莫特

1840年斯坦頓夫婦在英格蘭度蜜月的同時，亦前往倫敦參加世界廢奴主義會議。然而會議中男性代表藉由投票來阻擋已受所屬廢奴主義協會任命的女性與會代表進行會議，並要求女性代表僅能入座於由簾幕所隔離的特定區中的行為令伊麗莎白·凱迪·斯坦頓感到震驚及不解。著名的美國廢奴主義者和女權支持者威廉·勞埃德·加里森因故遲至該場爭議性的表決後方才入席，他為此便以就座於女性入席區以示抗議。
廢奴主義和女性權利倡導者的貴格會牧師柳克麗霞·莫特亦是該場會議的女性與會代表，雖年紀較伊麗莎白·凱迪·斯坦頓年長，但仍不妨害兩人快速建立起持久的友誼，伊麗莎白·凱迪·斯坦頓同時也熱切地向這位富有經驗的社會運動家學習。伊麗莎白·凱迪·斯坦頓在倫敦時便曾前往一間一位論派教堂中旁聽柳克麗霞·莫特的佈道，這次經驗成為伊麗莎白·凱迪·斯坦頓首次聆聽到女性進行佈道甚至是於公共場合發表談話。她後來更讚揚了這個會議，使她的興趣集中在爭取女性權利上。

### 塞內卡瀑布會議
在參與世界廢奴主義會議的經驗對伊麗莎白·凱迪·斯坦頓產生重大影更因此成為她人生的轉折點，期間對法律書籍的研究使她確信，為了克服性別不平等必須進行法律改革。在親身經歷了女性作為妻子和管家的乏味角色後使她體悟：「大多數女性疲倦且焦慮的神情給我留下了一種強烈的感覺，即應該採取一些積極的措施來糾正整個社會，特別是對女性的錯誤行為。」。然而伊麗莎白·凱迪·斯坦頓由於忙於家務，導致與其他社會改革者較為疏遠，進而使她不知如何加入社會改革的行列。
1848年夏天，柳克麗霞·莫特從賓夕法尼亞州前往伊麗莎白·凱迪·斯坦頓住家附近參加貴格會會議，並邀請伊麗莎白·凱迪·斯坦頓與她和其他三位進步派貴格會女性前往參加。伊麗莎白·凱迪·斯坦頓在有心靈羈絆的情況下吐露她的心聲：「長期積累的不滿情緒未曾有過如此強烈和憤慨，以至於我鼓動自己以及聚會中的其他人，勇於去做任何事。」。因這場聚會而聚集的女性與會者最終決定於幾天後在塞內卡瀑布舉行一場女性權利會議，而柳克麗霞·莫特則於會議前先在該處下榻。
伊麗莎白·凱迪·斯坦頓做為塞內卡瀑布會議中《權利和感性宣言》的主要起草者，她以《美國獨立宣言》為藍本來撰寫該宣言的內容及宗旨。該宣言的控訴清單中包含「錯誤地否決女性參政權」，以顯示她打算在會議上引起對女性參政權的討論。此舉在當時雖是極具爭議的想法，但並非嶄新的概念，她的表兄格里特·史密斯對該種激進思想並不陌生，不久前便曾在水牛城自由聯盟會議上呼籲授予女性參政權。然而當亨利·布魯斯特·斯坦頓看到宣言中包含女性參政權時便告訴伊麗莎白·凱迪·斯坦頓，她的行為會導致整個訴求變成一場鬧劇，而主要演說者柳克麗霞·莫特也對該提議感到不安。
為期兩天的塞內卡瀑布會議估計共有300名男女前往參加，並由伊麗莎白·凱迪·斯坦頓首次對公眾的演說中，講解該場會議的目的和女性權利的重要性。在柳克麗霞·莫特演講結束後，伊麗莎白·凱迪·斯坦頓便宣讀《權利和感性宣言》，邀請與會者進行簽署。接下來會議中大多數決議皆一致通過，除了第九項決議條文：「這個國家的女性有責任確保自己享有神聖的參政權。」，並在經歷激烈的辯論後，由曾受奴役的廢奴主義領袖法雷迪·道格拉斯給予強力支持下通過。

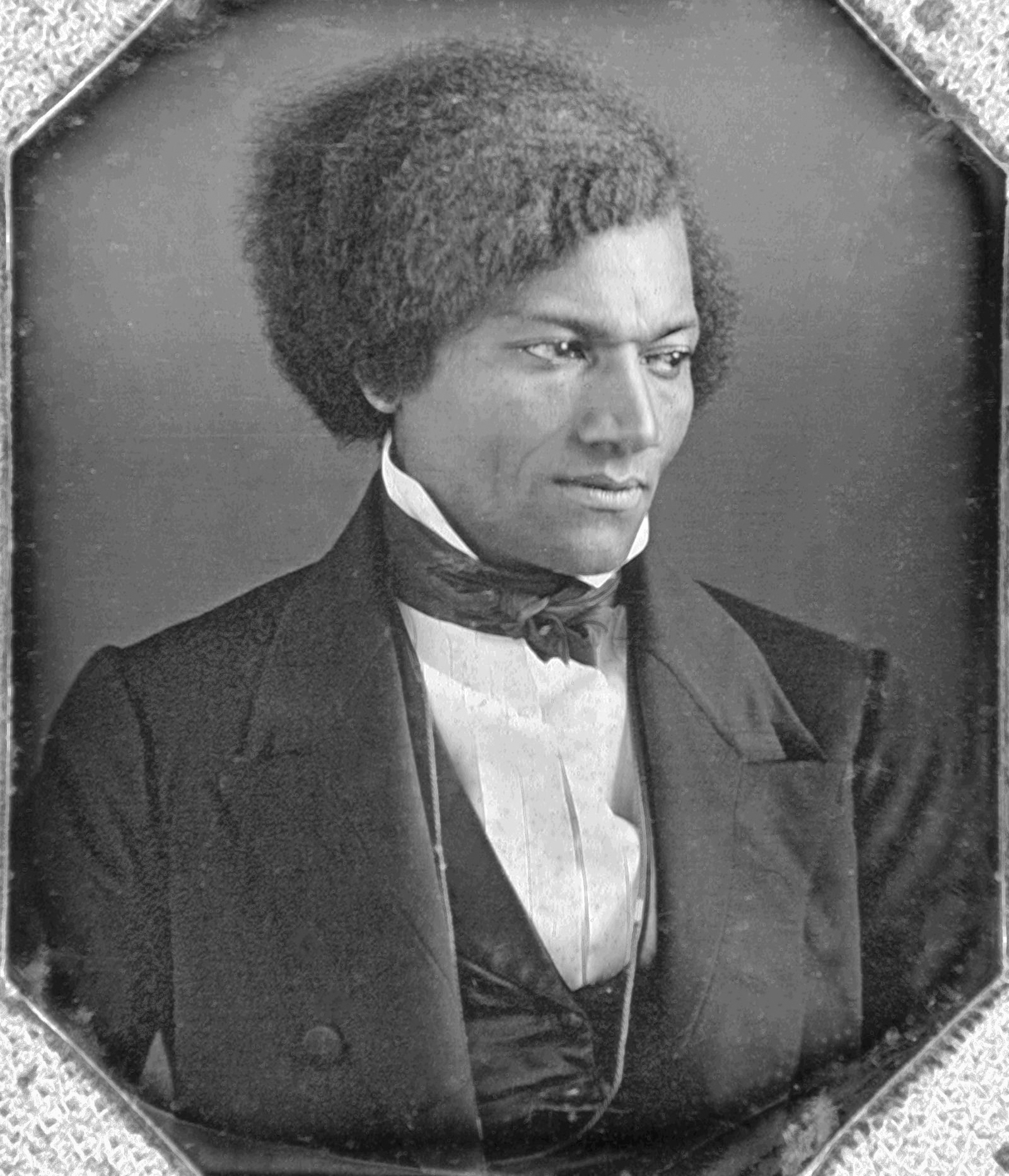
法雷迪·道格拉斯

伊麗莎白·凱迪·斯坦頓的妹妹哈麗雅特·凱迪（Harriet Cady）亦出席了該場會議並簽署了《權利和感性宣言》，然而她的丈夫卻要求她劃除她的署名。
雖然這是一次臨時組織起的地方性會議，但其話題性引起媒體廣泛關注，相關文章更出現在紐約市、費城和許多地方的報紙上。塞內卡瀑布會議作為首個為討論女性權利而召開的會議，使它受現今歷史學界認定為重大歷史事件，研究該會議的歷史學家茱蒂絲·威爾曼（Judith Wellman）便稱該會議的《權利和感性宣言》成為「在1848年和未來於全國範圍內，女性權利運動新聞傳播的最重要因素」。該會議開始使用女性權利會議作為早期女性運動的組織工具，1851年的伍斯特全國女性權利會議中，要求女性參政權已成為美國女性權利運動的核心宗旨。
塞內卡瀑布會議結束兩週後，於紐約州羅徹斯特舉行了羅徹斯特女性權利會議，該場會議由曾參加塞內卡瀑布會議的當地女性所組織，伊麗莎白·凱迪·斯坦頓和柳克麗霞·莫特都受邀在這次會議上進行演說。與塞內卡瀑布會議創始大會由柳克麗霞·莫特的丈夫詹姆斯·莫特擔任主持人不同，羅徹斯特女性權利會議創始大會由身為女性的阿比蓋爾·布希擔任主持人，成為歷史上首次由女性擔任主持的會議。然而許多人對由女性主持男性和女性參加的大會之想法感到不安，更提出如「一個女人把一個男人排除在外，人們會作何感想？」的質疑，伊麗莎白·凱迪·斯坦頓本人亦反對推舉一名女性擔任主持人，儘管她後來承認了該行為的錯誤並為之道歉。
1850年第一屆全國女性權利會議召開，伊麗莎白·凱迪·斯坦頓因懷孕而無法出席會議，因此她向會議發送了一封名為《女性應該擔任公職》（Should women hold office）的與會信，概述了女性運動的目標。這封信中強調應支持女性擔任公職的權利，並稱：「女性可以為我們共和國的『政治實驗』產生『淨化、增化、軟化』之影響。」。此後於開會前拆封伊麗莎白·凱迪·斯坦頓的與會信成為全國女性權利會議的傳統，而她本人則直到1860年才親自參加會議。

### 與蘇珊·安東尼合作
1851年蘇珊·安東尼造訪塞內卡瀑布時，受到共同好友的女性權利支持者艾蜜莉亞·布盧默介紹給伊麗莎白·凱迪·斯坦頓認識。蘇珊·安東尼來自一個積極參與改革運動的貴格會家庭，她的年齡較伊麗莎白·凱迪·斯坦頓小五歲，兩人很快成為親密的朋友和同事並成為往後生活的轉捩點，同時對女性運動產生深遠的影響。
兩人具有相互輔助的技能，蘇珊·安東尼擅長組織，伊麗莎白·凱迪·斯坦頓擅長相關知識和寫作。伊麗莎白·凱迪·斯坦頓後來便說：「在寫作方面，我們相互合作比單打獨鬥能產生更好的收穫。雖然她的寫作速度緩慢，但善於進行分析，而我的寫作速度飛快且綜合性很強。我是位好的作家，而她是位好的評論家。」蘇珊·安東尼在兩人多年共同工作的時光中以多種方式順應伊麗莎白·凱迪·斯坦頓，如她從未接受任何較伊麗莎白·凱迪·斯坦頓高階的職位。在她們的信件中互稱對方為「蘇珊」和「斯坦頓夫人」。

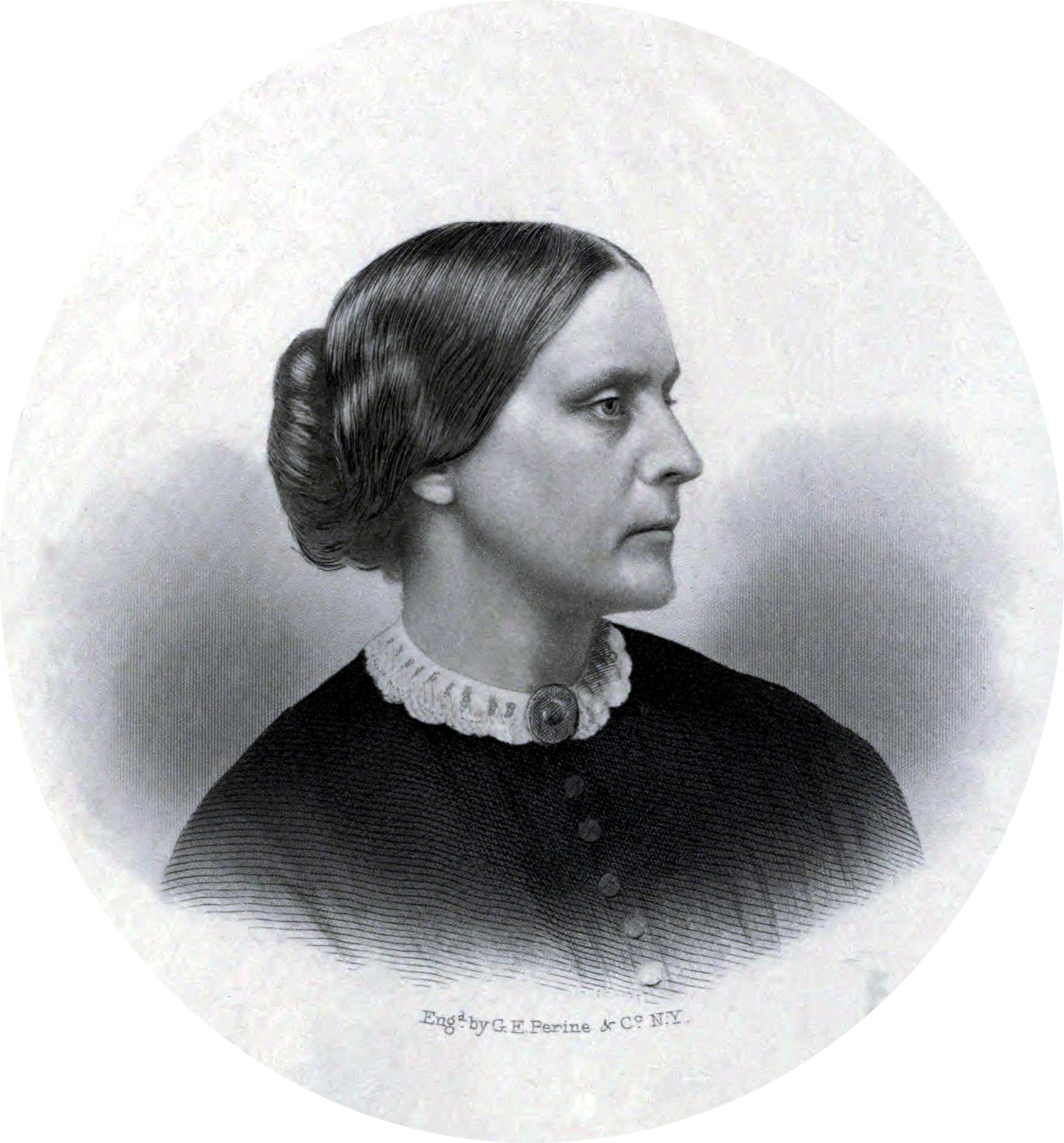
蘇珊·安東尼

由於伊麗莎白·凱迪·斯坦頓須照顧家中的七個孩子，蘇珊·安東尼則因未婚而可以自由旅行，所以在伊麗莎白·凱迪·斯坦頓進行寫作時，蘇珊·安東尼便藉由照顧她的孩子來協助她進行寫作，同使也使伊麗莎白·凱迪·斯坦頓可以為蘇珊·安東尼撰寫演講稿。蘇珊·安東尼的傳記作者便稱：「蘇珊成為了這個家庭的一份子，幾乎是斯坦頓夫人孩子的另一位母親。」，而伊麗莎白·凱迪·斯坦頓的傳記作者則稱：「斯坦頓提供了想法、修辭和策略；安東尼則負責發表演講、發放請願書以及租借講廳。由斯坦頓進行製作，安東尼進行激揚。」。伊麗莎白·凱迪·斯坦頓的丈夫為此說：「蘇珊攪動布丁，伊麗莎白攪動蘇珊，然後蘇珊攪動世界！」，伊麗莎白·凱迪·斯坦頓自己則稱：「我鍛造雷電，而她發其之。」。女性歷史學教授安·德克斯特·戈登表示：「1854年安東尼和斯坦頓兩人的『合作關係已經完成整合，使紐約州的女性運動成為全美國最成熟的女性運動』」。
1861年，斯坦頓一家從塞內卡瀑布搬到紐約市後，他們所住的每一間房子都有為蘇珊·安東尼預留房間。伊麗莎白·凱迪·斯坦頓的傳記作者因此估計在她的一生中，與安東尼相處的時間比包括她的丈夫在內任何其他成年人相處的時間還多。
1865年12月，伊麗莎白·凱迪·斯坦頓和蘇珊·安東尼在美國憲法第十四修正案起草期間向國會提交了第一份有關女性參政權的請願書。其中對國會提交給各州批准的版本中使用「男性」一詞提出質疑。由於國會最終未刪除該詞彙，於是伊麗莎白·凱迪·斯坦頓於1866年10月宣佈將擔任首位參選國會議員的女性候選人。最終她以獨立候選人進行參選，雖然僅獲得24張選票，但此舉引發了圍繞女性服公職與參政權等權利遭撕裂的話題。
1872年12月，伊麗莎白·凱迪·斯坦頓和蘇珊·安東尼各自為美國國會撰寫新啟程紀念文，並受邀向美國參議院司法委員會宣讀她們的紀念文。新啟程雖將女性參政權和服公職等權利進一步帶到國會議程的最前沿，然而新啟程政策最終遭國會否決。
伊麗莎白·凱迪·斯坦頓和蘇珊·安東尼這段關係並非沒有壓力，尤其是蘇珊·安東尼所處於伊麗莎白·凱迪·斯坦頓強大的領袖魅力和渲染力之下。1871年，安東尼便為此稱：「無論誰走進客廳或面對面與那個女人攀談，都會為此付出可怕陰影的代價，這便是我在過去十年中所付出的代價，然而我為此感到高興，因為我覺得藉由她所受的矚目和聽聞使我們的成果受益達到最大化，而我最好的工作便是為她開闢此條道路。」。

### 禁酒運動
在1850年代以前酗酒已成為嚴重的社會問題，當時法律賦予丈夫完全掌控家庭及財務的權力，為此許多社會運動家認為禁酒運動是攸關女性權利的議題。在當時由於法律並未保障婦女對酗酒丈夫的追訴權，使得丈夫即便因酗酒令家庭一貧如洗且對妻子和子女進行家暴，她也難以進行離婚，即便成功離婚也很容易使酗酒的丈夫成為他們孩子的唯一監護人。
1852年，蘇珊·安東尼被選為紐約州禁酒會議的代表，然而當她試圖參與討論時卻遭會議主席阻止，會議主席更稱女性代表只是來旁聽和學習的。多年後蘇珊·安東尼觀察到「女性採取的任何前衛手段都沒有像公開演講那樣引起激烈討論。因為她們沒有為此進行嘗試，甚至沒有為此爭取參政權，她們連是否受到虐待、譴責和敵視都不知。」。為此蘇珊·安東尼和其他女性成員決定退出該會議，宣佈她們將組織女性禁酒會議，同年大約500名婦女在羅徹斯特會面並創建了女性州禁酒協會（Women's State Temperance Society），並由伊麗莎白·凱迪·斯坦頓擔任主席而蘇珊·安東尼擔任州代理人。這種由伊麗莎白·凱迪·斯坦頓擔任面向公眾的主席，而蘇珊·安東尼擔任幕後活躍的推手，成為她們晚年創立的組織之特點。
在伊麗莎白·凱迪·斯坦頓自1848年以降的首次公開演講中，她為協會發表的主題演講中，激怒了許多保守派宗教份子。當時許多保守派反對以任何理由進行離婚，然而她的演講中呼籲將酗酒作為離婚的合法理由，同時她也呼籲酗酒丈夫的妻子控制他們的婚姻關係並稱：「不要讓任何女性與酒鬼保持妻子關係，且不要讓酒鬼成為她孩子的父親。」。她亦抨擊宗教機構並呼籲女性將她們的錢捐給窮人，而不是「教育年輕人從事傳道工作，為不知名的上帝建立神學貴族和華麗聖殿」的宗教機構。
然而這項理念也使伊麗莎白·凱迪·斯坦頓在該組織的次年會議上，遭保守派表決罷黜其協會主席一職，於是她和蘇珊·安東尼便從辭去與該組織一切相關職位。此後禁酒運動對伊麗莎白·凱迪·斯坦頓來說已非重大的改革運動，儘管她仍在1850年代初期繼續藉助當地禁酒協會作為倡導女性權利的渠道。她經常為《百合花》撰寫文章，並幫助該月報從聚焦禁酒運動轉型為聚焦女性權利運動新聞的報刊。同時她還為由寶麗娜·凱洛格·萊特·戴維斯所主編的女性權利期刊《尤娜》和霍勒斯·格里利所主編的《紐約論壇報》進行撰稿。

### 《已婚婦女財產法》
當時已婚婦女的地位部分是由英格蘭普通法規定的，幾個世紀以來英格蘭普通法在當地法院確立了從夫原則，該原則認為妻子應受到丈夫的保護和宰制。威廉·布萊克斯通於1769年出版的《英格蘭法釋義》一書中釋義為：「通過婚姻，丈夫和妻子於法律上成為單一個體，換言之妻子的個體及法律存在於婚姻存續期間為凍結狀態。」，此也使已婚女性的丈夫成為妻子任何帶入婚姻階段財產的所有者，而她則連簽訂契約、以自己的名義經營企業，甚至是在離婚後保留孩子監護權的權利都受限制。當時部份美國法院亦遵循從夫原則，在德克薩斯州和佛羅里達州等南部少數州份則願意為女性提供了更多平等權利，而全國中許多州立法機構通過立法來限制從夫原則以致於整個普通法系統的傳統原則。
1836年，紐約州立法機構開始考慮制定《已婚婦女財產法》，並由女性權利倡導者歐內斯汀·羅斯作為是早期支持者，她發放協助該法案通過的請願書。伊麗莎白·凱迪·斯坦頓的父親丹尼爾·凱迪則因沒有兒子可以繼承其可觀的財產，而面臨最終須將大筆財產轉移給女兒丈夫的因素下支持該項草案。伊麗莎白·凱迪·斯坦頓本人則早於1843年便透過發放請願書及遊說州議員等方式來協助該法案的通過。
該法案最終於1848年獲得通過，它允許已婚婦女保留她在婚前擁有及婚後獲得的財產，並保護她的財產免受丈夫債權人的侵害。該法案於塞內卡瀑布會議創立前不久頒布，通過提高婦女獨立行動的能力來加強女性權利運動，以及削弱丈夫為妻子代言的傳統習慣，來協助伊麗莎白·凱迪·斯坦頓所倡導的許多社會改革，如女性在公開場合發言及參政等權利。
1853年，蘇珊·安東尼在紐約州組織一場請願活動，旨在要求改進《已婚婦女財產法》。作為向紐約州議會提交請願書程序的一部份，伊麗莎白·凱迪·斯坦頓於1854年前往紐約州議會司法委員會的聯席會議上發表演說，她認為需要授予女性參政權才能使真正保障她們所獲得的財產權。1860年，她再次獲邀前往紐約州議會司法委員會，此在是在州議會議事堂中向一大群聽眾發表演說，她認授予為女性參政權是對已婚婦女和她們的子女及資產唯一真正的保護，她也指出女性和奴隸在法律地位上的相似之處並說：「我們經常聽到的膚色偏見並不比對性別偏見更強烈，而它們皆是由同樣的原因所產生，並以同樣的方式所呈現。即尼格羅的皮膚和女人的性別都是男性撒克遜白人為使他們服從的明確證據。」，最終紐約州議會於1860年通過《已婚婦女財產法》修正案。

### 服裝改革

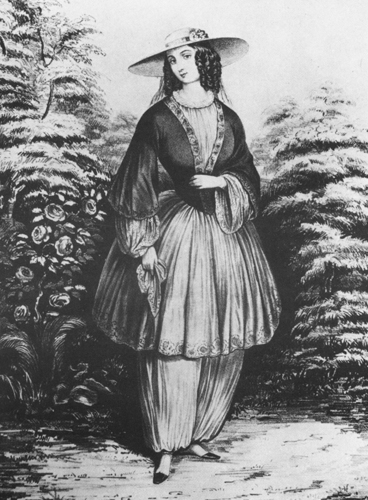
被稱為布盧默連衣裙或布盧默斯褲的燈籠褲

1851年，伊麗莎白·凱迪·斯坦頓的外姪女伊麗莎白·史密斯·米勒為紐約州北部帶來一種新的服裝風格，與傳統的及地連衣裙不同，該種服裝風格由及膝連衣裙與潘塔龍斯褲（Pantaloons）所組成。後由伊麗莎白·凱迪·斯坦頓好友兼鄰居的艾蜜莉亞·布盧默在她出版的月刊《百合花》中宣傳此種服裝穿搭，因此該服裝風格被訛傳為布盧默連衣裙（Bloomer dress）或簡稱為布盧默斯褲（Bloomers）。儘管該種穿搭受到保守派的嘲諷並提出「女性穿任何褲子的想法都是對社會秩序的威脅」之論點，但是很快許多女性改革運動家便開始採用該種穿搭風格。對伊麗莎白·凱迪·斯坦頓來說燈籠褲解決一隻手拿著蠟燭，另一隻手不知何故還須提起長裙裙擺以免絆倒的窘境。然而伊麗莎白·凱迪·斯坦頓穿了兩年燈籠褲後，便因它引起的爭議明顯模糊了人們對女性權利的議題而放棄該種穿搭，其他爭取女性權利的社會運動家最終也因此放棄該種穿搭。

### 離婚改革
伊麗莎白·凱迪·斯坦頓早在1852年的女性州禁酒協會上，便已經透過倡導婦女與酗酒丈夫離婚的權利來對抗傳統主義者。在1860年第十屆全國女性權利會議上長達一小時的演講中，她前衛的思想引發了一場佔據整個會議議程的激烈辯論。演講中她引用不健康婚姻的悲慘例子來暗示一些婚姻相當於「合法賣淫」，同時她也挑戰了婚姻中的情感和宗教觀點，並將婚姻定義與其他契約受相同制約的民事契約，並為此稱：「如果婚姻沒有產生預期的幸福，那麼將其結束便是一種責任。」。然而廢奴主義領袖溫德爾·菲利普斯在隨後的討論中強烈反對該言論，同時他認為「離婚不屬於女性權利議題，因為它對女性和男性皆產生相等的的影響」，並以該議題不當為由試圖將其從會議記錄中刪除，但最終並沒有成功。
伊麗莎白·凱迪·斯坦頓在後來的巡迴演講中，以關於離婚相關演講最受歡迎，曾吸引了多達1200名觀眾前往聆聽。在1890年一篇名為《離婚與內戰》（Divorce versus Domestic Warfare）的文章中，伊麗莎白·凱迪·斯坦頓反對部份女性社會運動家所要求之更嚴格離婚法的呼籲，並為此稱駁斥道：「離婚人數的迅速增加，遠沒有出現低劣的道德狀態，且正好恰恰相反。當前女人正處於從奴役到自由的過渡時期，她並不會再接受迄今為止所單方面溫順地忍受的生活條件和婚姻生活。」。

### 廢奴運動
1860年，伊麗莎白·凱迪·斯坦頓出版一本名為《奴隸的傾訴》（The Slaves Appeal）的宣傳冊，她在冊中透過虛構的女奴隸觀點進行書寫，冊中傾訴者使用如「紐約的男女，雷神在與你談話。」等生動的宗教語言進行傾訴，雖然冊中所表達的宗教觀點與伊麗莎白·凱迪·斯坦頓本人的宗教觀點截然不同。冊中傾訴者描述了奴隸制的恐怖稱：「昨天在紐奧良市場上，你出錢所購買的那個顫抖之女孩，並非你的合法妻子。對主人和奴隸來說，這都是觸犯上帝亙古不變的律法並將為此受到神罰的行為。」。伊麗莎白·凱迪·斯坦頓透過這本宣傳冊呼籲民眾無視《聯邦逃亡奴隸法》，將該宣傳冊做為反對獵捕逃亡奴隸的請願書。
1861年，蘇珊·安東尼在紐約州北部組織了一場廢奴主義巡迴演講之旅，其中包括伊麗莎白·凱迪·斯坦頓在內多位演講者。巡迴演講於當年一月啟程，此前南卡羅來納州已脫離聯邦獨立，因此伊麗莎白·凱迪·斯坦頓在演講中稱：「南卡羅來納就像一個任性的兒子，其行為已危及整個家庭，最好的做法便是讓它離去」。此言論導致之後的演講場次屢屢遭受暴徒打斷，他們認為廢奴主義運動正在導致南方各州脫離聯邦，同時伊麗莎白·凱迪·斯坦頓因臨時須返家照顧子女而無法參加部份講座，最終在持續升溫的暴力威脅及丈夫亨利·布魯斯特·斯坦頓的催促下退出了該次巡迴演講。

## 女性忠誠全國聯盟

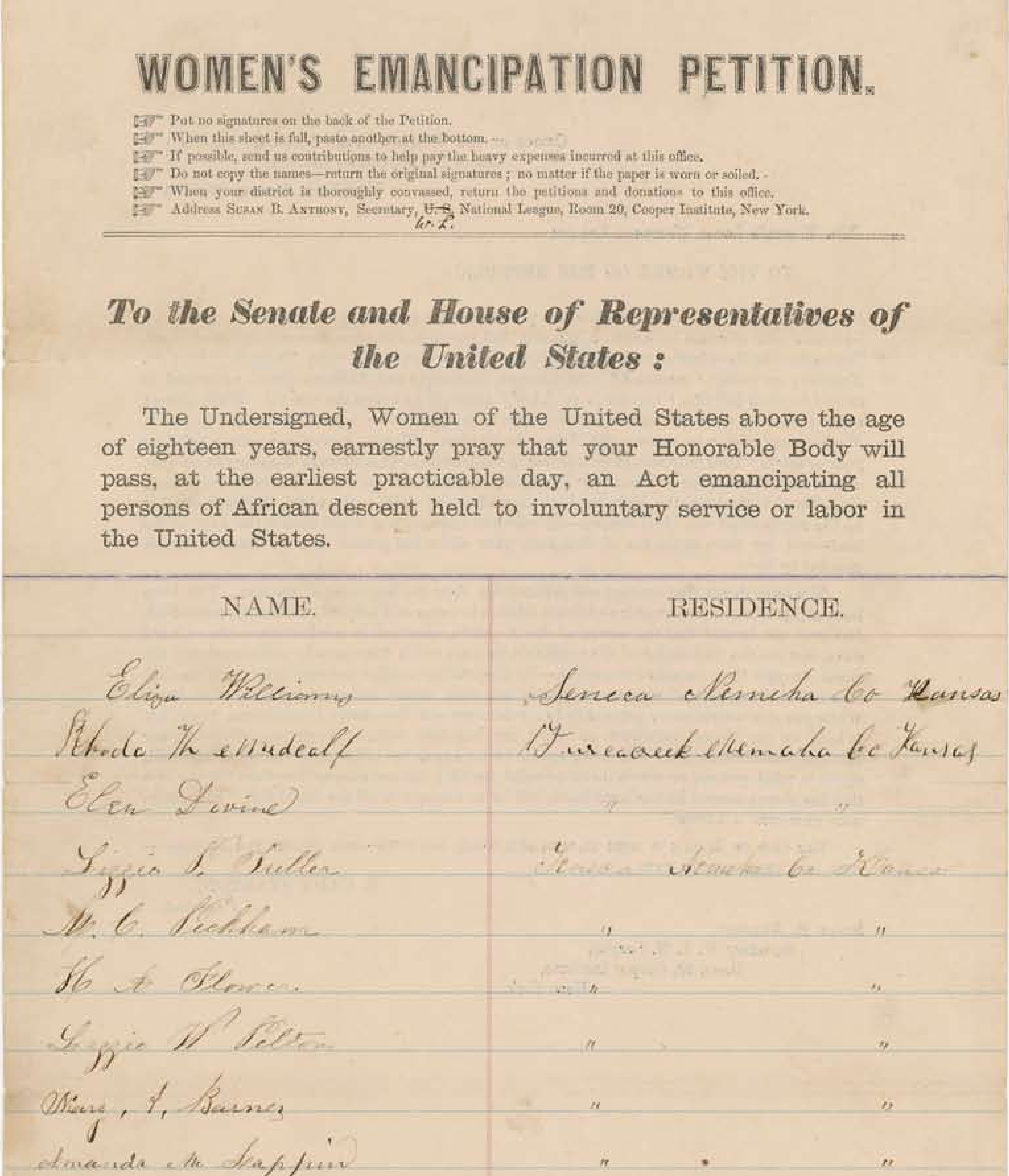
女性忠誠全國聯盟收集的反對奴隸制請願書

1863年，蘇珊·安東尼搬進位在紐約市的伊麗莎白·凱迪·斯坦頓家中，兩人開始籌組女性忠誠全國聯盟，以爭取廢除奴隸制的美國憲法修正案。並由伊麗莎白·凱迪·斯坦頓擔任該聯盟的主席，蘇珊·安東尼擔任聯盟秘書。作為美國首個全國性的女性政治組織，成功在當時美國史上最大的請願活動中收集了近400,000個連署廢除奴隸制的簽名，佔北部各州中每24個成年人便有一位進行連署。該請願活動極大地幫助了美國憲法第十三修正案的通過，終結自殖民地時期以來的奴隸制度，最終聯盟於1864年因該修正案已明確將獲得批准而解散。
儘管女性忠誠全國聯盟的核心目的是廢除奴隸制，但該聯盟亦明確表示爭取女性在政治上的平等也是聯盟的目標之一，並在其成立大會上批准了要求所有公民不分種族或性別均享有平等權利的決議。該聯盟以多種方式間接推進女性權利的進步，伊麗莎白·凱迪·斯坦頓也為此尖銳地訴諸公眾在只允許男性投票的時代，請願是女性唯一可用的政治工具。女性忠誠全國聯盟請願運動的成功證明了正式組織對女性運動的價值，傳統上女性運動一直反對如此制式化的組織形式，多為鬆散組織的形式存在。該聯盟由5000名成員構成了一個廣佈的女性社會運動家網絡，此經驗也幫助未來在爭取參政權等社會運動創造人才庫。伊麗莎白·凱迪·斯坦頓和蘇珊·安東尼則因這些貢獻，而在全美國享有盛譽。

## 美國平權協會
南北戰爭結束後，伊麗莎白·凱迪·斯坦頓和蘇珊·安東尼對美國憲法第十四修正案的草案感到震驚，該草案雖將為黑人男性提供公民身份，但也首次將「男性」一詞引入憲法中。伊麗莎白·凱迪·斯坦頓為此批評說：「如果嵌入『男性』這個詞彙，我們將至少需要一個世紀才能把它鑿出來。」。

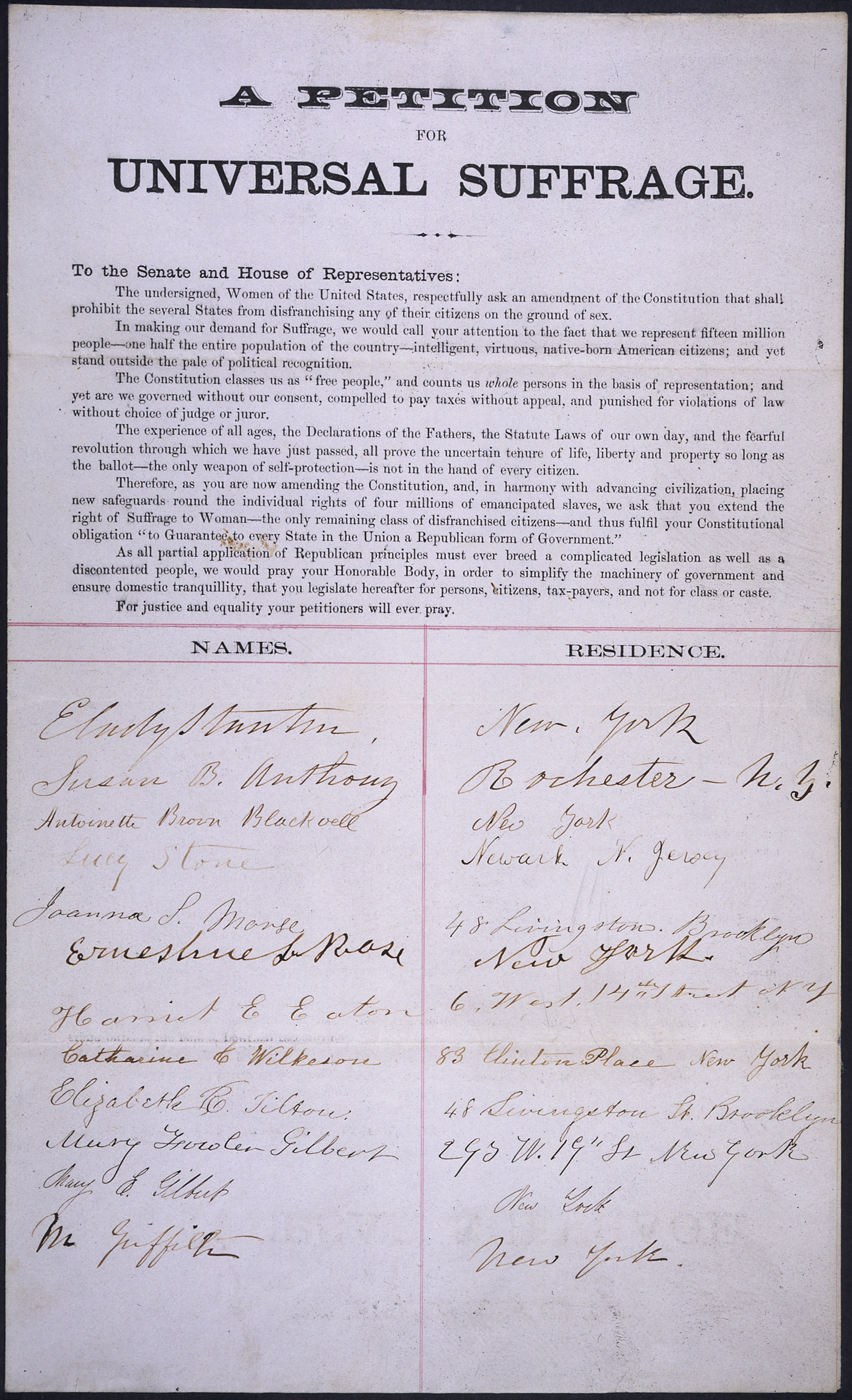
由伊麗莎白·凱迪·斯坦頓、蘇珊·安東尼、露西·斯通、安托內特·布朗·布萊克威爾、歐內斯汀·羅斯和多位女性權利運動家所簽署的女性參政權修正案連署書

她們雖然反對該草案，但仍須為組織行動做出準備，主要因在南北戰爭期間女性運動很大程度上變得消沉。1866年1月，兩人正式發出請願書以要求修改該草案並納入女性參政權相關條文，伊麗莎白·凱迪·斯坦頓將自身姓名簽署在連署單首行。伊麗莎白·凱迪·斯坦頓和蘇珊·安東尼於1866年5月組織了第十一屆全國女性權利會議，同時這也是自南北戰爭開始以來的首次會議。會議上全國女性權利會議透過投票表決決定將改組為美國平權協會，其目的是爭取不分種族和性別所有公民參政權在內的平等權利。雖然最初伊麗莎白·凱迪·斯坦頓被提議擔任協會主席，但被柳克麗霞·莫特反對。最終由伊麗莎白·凱迪·斯坦頓擔任協會第一副主席，蘇珊·安東尼擔任通訊秘書，法雷迪·道格拉斯擔任副總裁，露西·斯通擔任協會執行委員會委員。伊麗莎白·凱迪·斯坦頓在本次會議上為一些與會者提供款待，如曾被奴役的廢奴主義和女性權利運動家索傑納·特魯思及蘇珊·安東尼便獲邀下榻於伊麗莎白·凱迪·斯坦頓家中。
然而廢奴主義者卻反對美國平權協會的這項普遍參政權運動，如著名報紙《紐約論壇報》主編霍勒斯·格里利便告誡伊麗莎白·凱迪·斯坦頓和蘇珊·安東尼：「這是攸關共和黨和我們國家生死存亡的關鍵時期......我讓你記住這是屬於『黑人的時刻』。」，而同為廢奴主義領袖的溫德爾·菲利普斯和西奧多·蒂爾頓則安排與她們的會面，試圖讓她們相信爭取女性參政權的時機還沒有到來，應該先只為黑人男性爭取參政權而不是為所有非裔美國人和所有女性爭取參政權，然而她們堅決反對該項建議，並繼續為普遍參政權而努力。
1866年，伊麗莎白·凱迪·斯坦頓宣佈自己將擔任首位女性國會參選人，並稱：「雖然我不能投票，但憲法中沒有任何內容阻止我競選國會議員。」，雖然她以獨立候選人的身份在與民主黨和共和黨候選人的競爭中只獲得了24張選票，但此舉吸引遠至紐奧良的報紙都關注於她的競選活動。
1867年，美國平權協會在堪薩斯州進行公投連署，旨在賦予非裔美國人和婦女參政權。然而溫德爾·菲利普斯以反對將兩個族群綁定在一起為由，中止美國平權協會連署活動所期望的資金項目。因此到夏季末時，該協會的連署活動幾乎因財政用罄而面臨崩潰了，最終伊麗莎白·凱迪·斯坦頓和蘇珊·安東尼在連署活動的截止日前接受了支持女性權利的富商喬治·法蘭西斯·崔恩近乎及時雨的資金幫助，然而也因此引發一場爭議風暴。當中喬治·法蘭西斯·崔恩因公開攻擊共和黨和貶低非裔美國人的誠信和智慧等舉動激怒許多社會運動家，雖然有證據表明她們曾說服激進的喬治·法蘭西斯·崔恩拋棄他粗暴的種族主義舉止，但伊麗莎白·凱迪·斯坦頓仍稱：「如果他支持女性參政權，那麼我會欣然接受魔鬼本人的支持」。
在1868年美國憲法第十四修正案獲得批准後，美國平權協會內部便就提議中的美國憲法第十五修正案爆發了激烈的爭論，該修正案旨在禁止因種族而剝奪參政權。伊麗莎白·凱迪·斯坦頓和蘇珊·安東尼為首的派別對該修正案持反對態度，她們認為該修正案將具有僅賦予黑人男性權利的現象，並堅持認為所有女性和所有非裔美國人都應同時獲得參政權。伊麗莎白·凱迪·斯坦頓在《革命》的報刊中表示通過賦予所有男性參政權並同時排除所有女性的參政權，最終該修正案將創造一個「性別貴族」（aristocracy of sex），並藉由憲法權威賦予人們男性優於女性的觀念。露西·斯通為首的派別則反對兩人的主張，她認為雖然女性的參政權比黑人男性的參政權更有利於國家，但她仍支持該修正案並稱：「如果能將任何人從可怕的淵藪中救出，我便將為此心存感激。」。
伊麗莎白·凱迪·斯坦頓在關於美國憲法第十五修正案的辯論中，常使用精英主義和種族主義的文字為《革命》撰寫文章。她認為在許多前奴隸和勞動移民在能夠成為選民並有意義地參與政治之前，需要先經歷長期的教育薰陶，她更為此寫道：「富有且受過教育、文雅且蘊含美德的美國女性，如果你不希望中華、阿非利加、德意志和愛爾蘭的低等階層，以他們對女性的低級觀念來為妳和妳的女兒制定法律。……應要求在政府中也須有女性代表。」，在另一篇文章中她亦反對由「不知道君主制和共和制區別的派翠克、桑波、漢斯和楊東」為女性制定法律。同時她還在其他公開場合使用了「桑波」一詞，進而引起了她的老朋友法雷迪·道格拉斯的譴責。

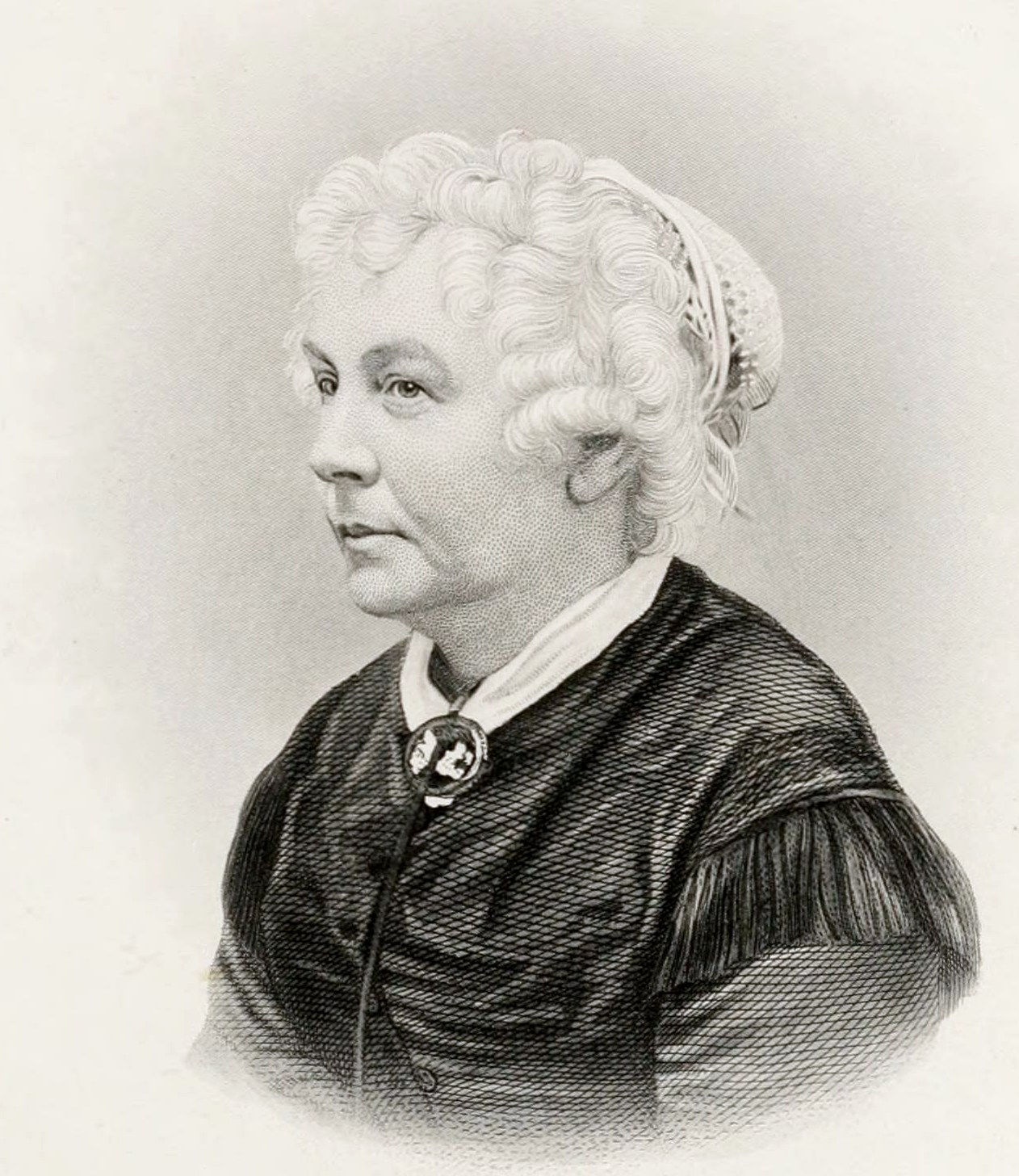
伊麗莎白·凱迪·斯坦頓

法雷迪·道格拉斯雖然強烈支持女性的參政權，但仍表示非裔美國人的參政權是一個更加緊迫的議題，實際上更是攸關生死的議題，為此他稱：「白人女性已經通過她們的丈夫、父親和兄弟的參政權對政府產生了積極的影響。」，伊麗莎白·凱迪·斯坦頓和蘇珊·安東尼則認為此番言論「似乎並不慷慨」，並堅持認為除非女性與黑人同時獲得參政權，否則黑人不應該獲得參政權。另一方面同為曾受奴隸的索傑納·特魯思則支持伊麗莎白·凱迪·斯坦頓的立場並稱：「如果有色人種男性得到他們的權利，而排除有色人種女性的權利，你將會看到有色人種男性成為所有女性的主人，這將和以前奴隸制時期一樣糟糕」。
伊麗莎白·凱迪·斯坦頓早在1869年便呼籲通過美國憲法第十六修正案來為女性提供參政權，她為此稱：「男性元素是一種破壞性的力量，集嚴厲、自私、誇大、好戰、暴力、征服、佔有於一身……並在女性遭廢黜的過程中，我們釋放了只有她的力量才能遏制的暴力及毀滅性元素。」。
此後美國平權協會逐漸分裂成兩個派系，雖然每個派系都提倡普選，但雙方主張南轅北轍。以露西·斯通為首的派系願意讓黑人男性先獲得參政權，並希望與共和黨和廢奴運動保持密切聯繫，而伊麗莎白·凱迪·斯坦頓和蘇珊·安東尼為首的派系則堅決認為所有女性和所有非裔美國人都應該同時獲得參政權，並致力於推動切斷女性運動與共和黨政治上的聯繫和廢奴主義者經濟上的依賴。美國平權協會最終在1869年5月的激烈會議後便名存實亡，隨後兩個派系分別成立美利堅女性參政權協會和全國女性參政權協會兩個相互競爭的女性參政權組織。伊麗莎白·凱迪·斯坦頓的傳記作者稱此段時期因伊麗莎白·凱迪·斯坦頓所造成的分裂，最終導致「老朋友不是像露西·斯通變成了相互敵視的仇人，便是像法雷迪·道格拉斯變成了心存芥蒂的同志。」。

## 《革命》
1868年，蘇珊·安東尼和伊麗莎白·凱迪·斯坦頓開始出版一份名為《革命》共16頁的週報，並由伊麗莎白·凱迪·斯坦頓與編輯經驗豐富的廢奴主義和女性權利支持者帕克·皮爾斯伯里共同擔任編輯，而報刊所有者蘇珊·安東尼則負責報刊的業務管理。最初《革命》的資金由女性權利支持者喬治·法蘭西斯·崔恩提供，但他的政治和種族觀點卻使他遭許多社會運動家疏遠。該報主要關注女性參政權為主的女性權利，但同時也涵蓋政治、金融和勞工運動等主題。《革命》創刊目標之一便是提供一個讓女性可以就關鍵議題交換意見的論壇。《革命》的創報格言為「男人，他們的權利未有多其者：女人，她們的權利未有少其者。」

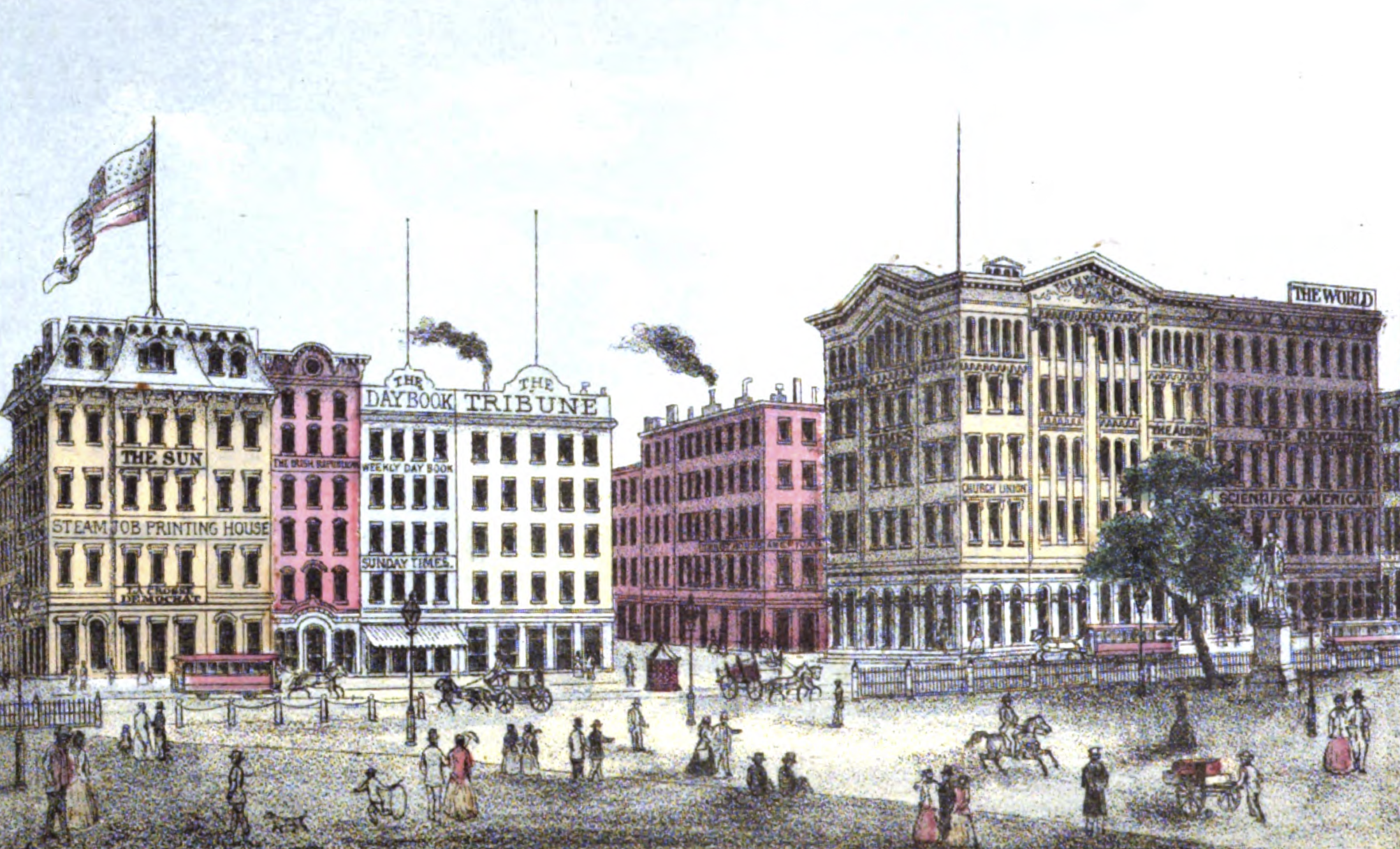
1868年曼哈頓的印刷廠廣場，《革命 (報紙)》的辦公室位在最右側，上方為《世界報》辦公室而下方為《科學美國人》辦公室

哈里特·伊麗莎白·比徹·斯托和伊莎貝拉·比徹·胡克姐妹曾提出如果將報刊名稱改為較不激進的名稱，便將提供該報資金資助，但最終伊麗莎白·凱迪·斯坦頓堅決保留其現有名稱而拒絕了她們的提議。
伊麗莎白·凱迪·斯坦頓等人的目標是將《革命》發展成為一家擁有自己印刷機的日報，並由女性擁有和經營全部事務。然而喬治·法蘭西斯·崔恩為報紙提供的資金少於預期，此外《革命》出版第一期後，他便動身前往英國，並且很快就因支持愛爾蘭獨立而入獄。最終喬治·法蘭西斯·崔恩的資金資助完全消失，並在29個月後因不斷增加的債務迫使《革命》轉售給一位富有的女性權利運動家，該報刊的行文語氣也轉為較溫和的風格。《革命》儘管在她們手中經營的時間相對較短，但該報刊仍為伊麗莎白·凱迪·斯坦頓和蘇珊·安東尼提供在女性運動內部分裂期間表達觀點的方式，同時該報刊還幫助兩人推廣她們的派系，最終得以成為獨立的女性運動組織。
然而伊麗莎白·凱迪·斯坦頓以有孩子要撫養為由，拒絕承擔《革命》所虧損的10,000美元債務，最終由資產較伊麗莎白·凱迪·斯坦頓少的蘇珊·安東尼承擔起此筆龐大的債務，並通過付費演講的收益於六年後完成償還。

## 全國女性參政權協會

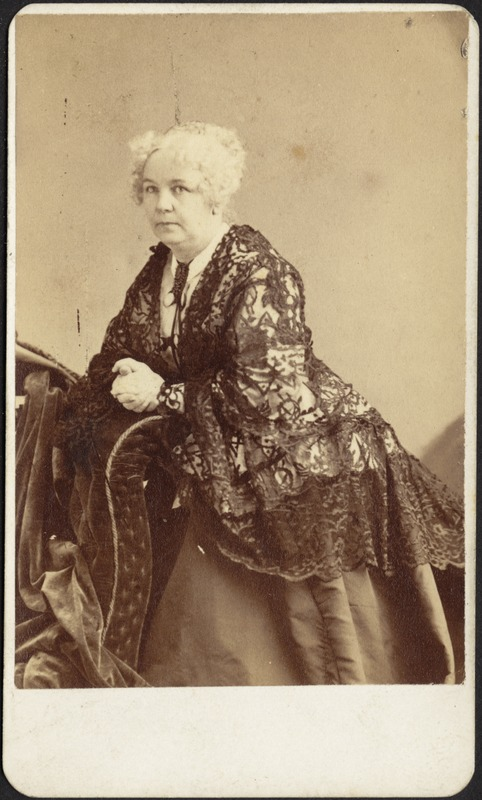
約1859至1870年間的伊麗莎白·凱迪·斯坦頓肖像名片（由波士頓公共圖書館收藏）

1869年5月，在美國平權協會末次會議召開兩天后，伊麗莎白·凱迪·斯坦頓和蘇珊·安東尼等人成立全國女性參政權協會，並由伊麗莎白·凱迪·斯坦頓擔任主席。六個月後，露西·斯通、朱莉亞·沃德·豪等人則成立與其競爭的美利堅女性參政權協會，且比前者組織規模更大，資金也更充足。造成女性選舉權運動分裂的直接原因是提議中的美國憲法第十五修正案，但兩個組織在各方面中也有天南地北的分歧，如全國女性參政權協會在政治上保持獨立，並以從聯邦層面獲得參政權為目標，同時致力於離婚改革和女性同工同酬等議題；美利堅女性參政權協會在政治上與共和黨保持密切聯繫，希望藉由支持美國憲法第十五修正案來換取共和黨對支持女性的選舉權，並以從各州逐一獲得參政權為目標，同時僅致力女性參政權的議題。
隨著全國女性參政權協會的成立，伊麗莎白·凱迪·斯坦頓提議將成員限制為僅由女性得加入，雖然最終該提議未受通過，但在組織實踐中絕大多數成員和官員皆由女性擔任。
伊麗莎白·凱迪·斯坦頓本人並不喜歡參與組織的各種事務，因這些事務已對她學習、思考和寫作的能力造成干擾。為此她懇求蘇珊·安東尼組織全國女性參政權協會的首次會議，並表示這樣她自己便就不需要參加該次會議，最終蘇珊·安東尼並沒有接受該提議。在伊麗莎白·凱迪·斯坦頓往後的時光中僅勉強地參加幾次大會，主要是讓自己可以在組織保持表達意見的自由，而不用擔心冒犯組織中的成員。以至於在1870年至1879年間共十五次的全國女性參政權協會會議中，她僅主持其中四次並且只有一次確實出席會議，這也讓蘇珊·安東尼全權負責該組織的管理。
1869年，來自密蘇里州的女性參政權支持者夫婦法蘭西斯·麥諾和維吉尼亞·麥諾制定一項基於美國憲法已隱含賦予女性權利的策略，該策略在很大程度上依賴於美國憲法第十四修正案條文：「任何一州，都不得制定或實施限制合眾國公民的特權或豁免權的法律；……在州管轄範圍內，也不得拒絕給予任何人以平等法律保護。」。1872年10月15日，維吉尼亞·麥諾試圖在聖路易進行選民登記時，遭選民登記員瑞斯·哈珀賽特（Reese Happersett）進行阻止，最終她在具有律師身份的法蘭西斯·麥諾陪同下向密蘇里州法院提起訴訟。1871年，全國女性參政權協會正式採用名為「新啟程」的策略，鼓勵女性嘗試進行投票並在權利受剝奪時提起相關訴訟，很快便有數百名女性響應該策略在數十個地區進行投票。蘇珊·安東尼實際上曾在1872年成功進行投票，她也因此遭逮捕並在美利堅合眾國訴蘇珊·安東尼案中被判有罪。1880年，伊麗莎白·凱迪·斯坦頓也曾試圖進行投票，但遭選舉官員拒絕讓她把選票投入投票箱中，為此她便將選票丟擲於選舉官員身上。1875年美國最高法院於維吉尼亞·麥諾訴瑞斯·哈珀賽特案中裁定「美國憲法沒有賦予所有人參政權」，因此全國女性參政權協會決定採取更加困難的保障女性參政權憲法修正案之戰略。
1878年，伊麗莎白·凱迪·斯坦頓和蘇珊·安東尼說服參議員艾倫·奧古斯都·薩金特向國會提出一項有關保障女性參政權的憲法修正案，並於1920年正式批准為美國憲法第十九修正案。該修正案條文與美國憲法第十五修正案條文大抵相同，只是將「不得因種族、膚色或曾被受奴隸而剝奪和限制其參政權」條文替換為「不得因性別而否認或剝奪其參政權」。
1882年5月，伊麗莎白·凱迪·斯坦頓與女兒哈麗雅特·斯坦頓（Harriet Stanton）一同前往歐洲進行為期一年六個月的旅行。此時她已經是歐洲知名的公眾人物，曾在歐洲發表過多次演講並為美國報紙撰寫報導。此次旅行中她亦前往法國拜訪了她的兒子西奧多·斯坦頓並遇見她的首個孫子，之後變動身前往英國參加哈麗雅特·斯坦頓與英國人的婚禮。1883年3月，蘇珊·安東尼在英國與伊麗莎白·凱迪·斯坦頓會面後一同進行旅行，期間拜會了歐洲女性運動領袖為國際性女性運動組織奠定基礎。1883年11月，伊麗莎白·凱迪·斯坦頓和蘇珊·安東尼一起返回美國。在全國女性參政權協會的主持下，來自9個國家53個女性組織的代表於1888年在華盛頓進行會議，同時成立了伊麗莎白·凱迪·斯坦頓和蘇珊·安東尼畢生致力創建的國際性女性運動組織國際女性理事會並活躍至今。

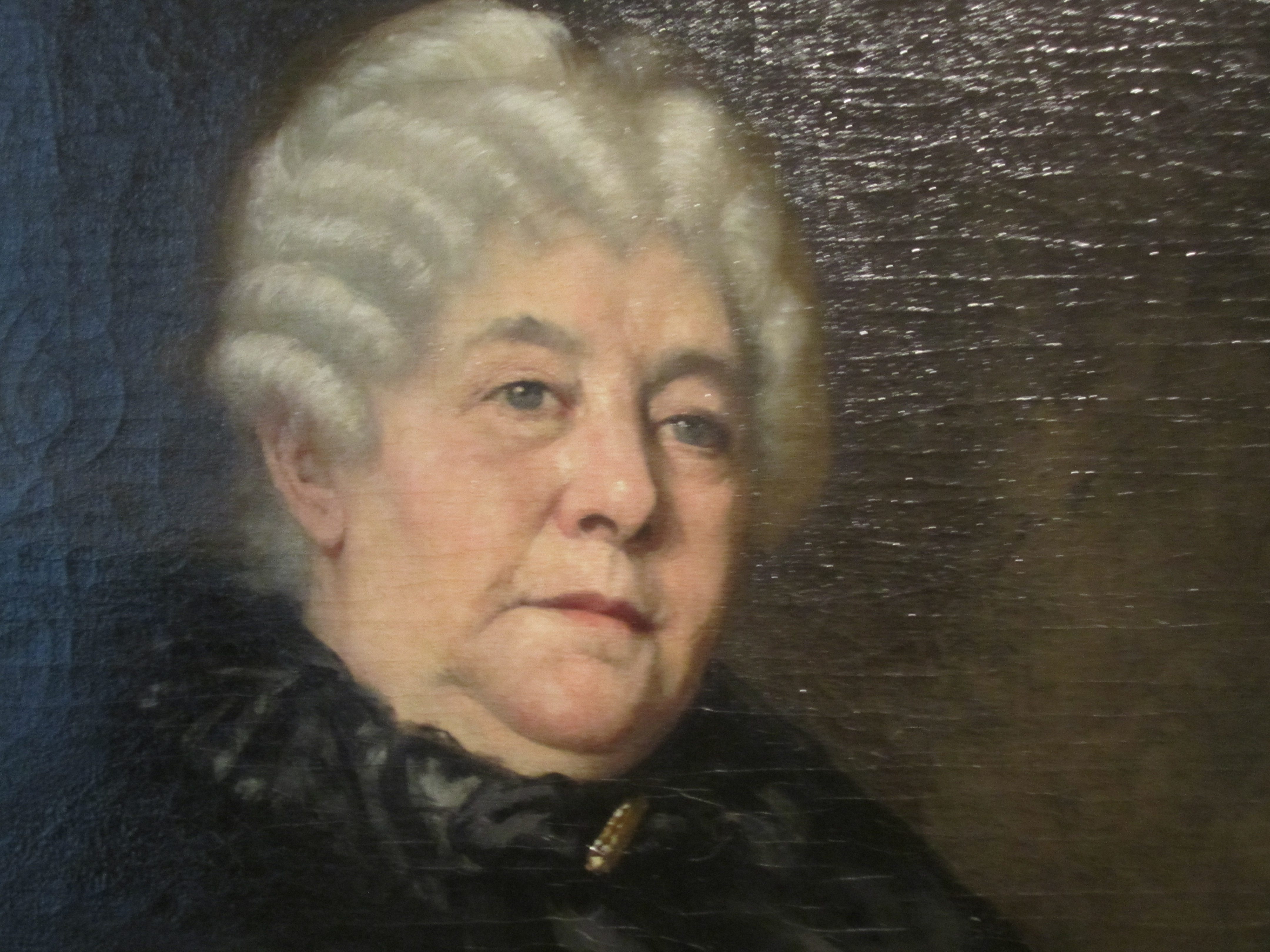
伊麗莎白·凱迪·斯坦頓於1889年的畫像

1886年10月，伊麗莎白·凱迪·斯坦頓再次前往歐洲探望她在法國和英國的孩子。1888年3月，她為趕上在國際女性理事會創立大會所要發表的重要演說，而隻身返回美國。伊麗莎白·凱迪·斯坦頓返回美國後，蘇珊·安東尼發現她尚未完成要在創立大會上發表的演講稿，而堅持讓她留在旅館的房間中直到完成演講稿為止，她安排一位年輕的協會同事駐守在她的門外以確保她按時完成。伊麗莎白·凱迪·斯坦頓在事後調侃蘇珊·安東尼說：「好吧，既然所有女人都應該受某個男人的支配，那我更樂意受到同性別暴君的支配，所以我不會否認我服從的明顯事實。」。此次創立大會成功為女性運動贏得更多的宣傳和尊重，其中美國總統格羅弗·克里夫蘭更邀請與會代表們參加於白宮舉行的招待會，以此向她們表示敬意。
儘管伊麗莎白·凱迪·斯坦頓曾發表過種族主義的言論，並且偶爾也會訴諸於白人本位所產生的種族偏見，但她還是為好友法雷迪·道格拉斯與白人女性海倫·琵茲於1884年的婚禮進行祝賀，然而他們此段婚姻激怒了白人種族主義者。當中伊麗莎白·凱迪·斯坦頓為法雷迪·道格拉斯書寫了一封暖人心弦的祝賀信，並在法雷迪·道格拉斯所書寫的回信中稱他確信她是真心為此門婚事感到高興。然而蘇珊·安東尼意識到伊麗莎白·凱迪·斯坦頓正打算發表她與法雷迪·道格拉斯的書信，便說服她不要公開該信件，以避免將女性參政權與一個無關及敏感的議題串連起來。

## 《女性參政權史》

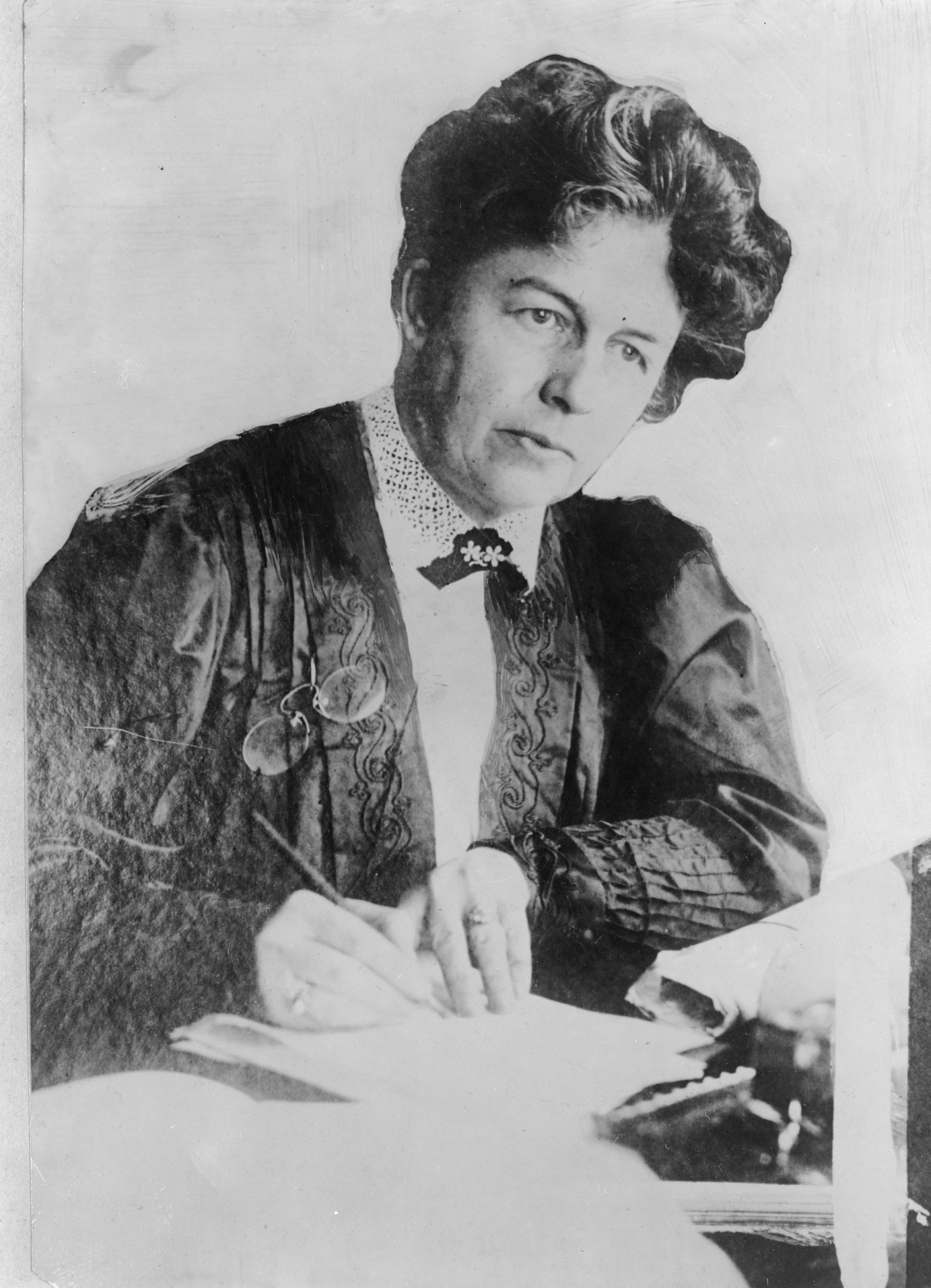
伊麗莎白·凱迪·斯坦頓的女兒哈里奧特·斯坦頓·布拉奇

1876年，蘇珊·安東尼搬進伊麗莎白·凱迪·斯坦頓位在紐澤西的家中，開始與伊麗莎白·凱迪·斯坦頓一同編纂《女性參政權史》，同時她也帶著數箱信件、剪報和其他文件來協助資料收集。《女性參政權史》最初被設想為可以快速出版的入門出版物，最終演變成耗時41年進行編纂共六卷5700多頁的作品。
前三卷涵蓋了1885年以前的女性權利運動，由伊麗莎白·凱迪·斯坦頓、蘇珊·安東尼和瑪蒂爾達·喬斯林·蓋奇共同進行撰寫。當中蘇珊·安東尼負責處理細節製作以及與投稿人的通信，瑪蒂爾達·喬斯林·蓋奇負責撰寫第一卷當中的三個章節，然而後來便因為她丈夫的病情被迫中途退出該計劃，並由伊麗莎白·凱迪·斯坦頓接下前三卷的大部分內容撰寫的工作。伊麗莎白·凱迪·斯坦頓逝世後，由蘇珊·安東尼在艾達·赫斯德·哈伯幫助下出版了《女性參政權史·第四卷》。蘇珊·安東尼逝世後，由艾達·赫斯德·哈伯完成了《女性參政權史》的最後兩卷內容，將書中女性權利運動的歷史撰寫至1920年。
同時伊麗莎白·凱迪·斯坦頓和蘇珊·安東尼鼓勵她們的競爭對手露西·斯通一同協助這項工作的編寫，或者至少可以提供以她為首之派系的歷史資料來幫助該書的編寫，但露西·斯通則表示拒絕以任何方式進行合作。從歐洲回來協助該書編寫的伊麗莎白·凱迪·斯坦頓的女兒哈里奧特·斯坦頓·布拉奇則堅稱，如果《女性參政權史》不包含露西·斯通和美利堅女性參政權協會相關的歷史，那麼該段女性參政權的歷史將不會得到世人認真地看待。為此她自己撰寫了一篇有關於露西·斯通和美利堅女性參政權協會相關歷史的共120頁之章節，並編入《女性參政權史·第二卷》中。
雖然《女性參政權史》一書中保存了大量可能永遠佚失的材料，然而該書由單一派系領袖觀點進行撰寫的影響下，並未對競爭對手所關注的議題給出中立及平衡的書寫。同時該書誇大了伊麗莎白·凱迪·斯坦頓和蘇珊·安東尼於女性運動中的地位，並低估或忽視了露西·斯通和其他不利於兩人發展的歷史進行撰寫之女性運動家的地位。由於《女性參政權史》多年來作為女性參政權運動歷史的主要文獻來源，導致歷史學家不得不尋找其他文獻來提供更中立及平衡的觀點。

## 呂克昂運動
伊麗莎白·凱迪·斯坦頓從1869年末到1879年期間擔任波士頓呂克昂辦事處紐約分處的講師，該組織作為呂克昂運動的一部份，時常安排演講和演藝人員到全國進行巡迴演講及表演，並造訪缺乏教育和劇院設施的小型社區。擔任講師的十年中，伊麗莎白·凱迪·斯坦頓每年有八個月的時間投入在巡迴演講中，通常每天有一場講座而週日則有兩場講座，當中她還與當地對女性權利感興趣的女性進行小型聚會。有時巡迴演講的路途十分艱辛，當中有一年因大雪導致鐵路暫停營運，使得伊麗莎白·凱迪·斯坦頓僅能通過租用雪橇才得以繼續前進，並須穿戴皮草來抵禦冷冽的天氣。1871年，伊麗莎白·凱迪·斯坦頓和蘇珊·安東尼在經歷三個月的旅行並穿越數個西部州後，最終抵達了加利福尼亞州。
伊麗莎白·凱迪·斯坦頓在此次為期十年的巡迴演講中，最受歡迎的講座為〈我們的女孩〉（Our Girls），講座中她敦促年輕女性尋求自我的獨立和實現。而在〈性別的對抗〉（The Antagonism of Sex）的講座中，她以一種特別熱忱的言語講解了女性權利議題。其他如〈我們的男孩〉（Our Boys）、〈混合式教育〉（Co-education）、〈結婚與離婚〉（Marriage and Divorce）和〈女性的征服〉（The Subjugation of Women）等講座亦受到人們的歡迎。而在星期天的講座中，她則藉由禮拜活動講解〈聖經中的著名女性〉（Famous Women in the Bible）和〈聖經與婦女權利〉（The Bible and Women's Rights）等主題。
伊麗莎白·凱迪·斯坦頓於此次巡迴演講所獲得的收入十分豐碩，她曾表示在巡迴演講的頭三個月裡便達成「超過2000美元的淨收益……除了煽動女性群其反抗。」，若考慮到通貨膨脹約為今日的65,200美元。當時她丈夫亨利·布魯斯特·斯坦頓的收入一直不穩定，並且投資收穫未達事先預期，所以她此筆收入正好為家中子女先後進入大學救協所面臨的資金窘境帶來及時雨。

## 婚後生活

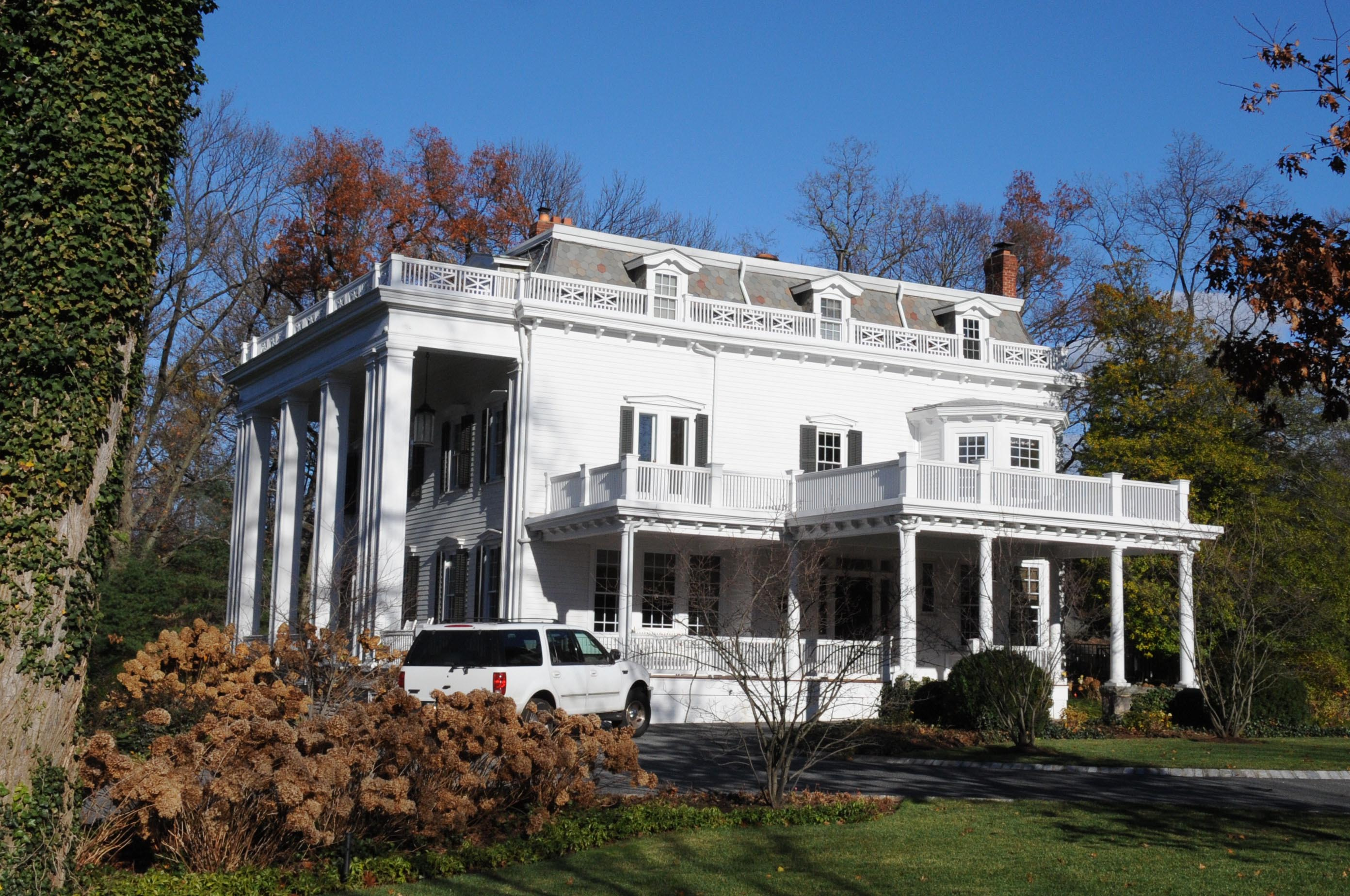
2015年於紐澤西州特納夫萊的伊麗莎白·凱迪·斯坦頓故居 (紐澤西州特納夫萊)

在塞內卡瀑布生活15年後，斯坦頓一家於1862年搬到紐約市，當時她的丈夫亨利·布魯斯特·斯坦頓錄取了紐約港海關關務次長的職位，同時他們的兒子尼爾·斯坦頓（Neil Stanton）亦在父親手下擔任文書人員，最終因尼爾·斯坦頓收賄被抓，導致父子雙雙失去紐約港海關的職位。在此之後亨利·布魯斯特·斯坦頓斷斷續續擔任記者和律師的職位。
伊麗莎白·凱迪·斯坦頓的父親丹尼爾·凱迪於1859年逝世後，她收到估計價值50,000美元的遺產，考慮到通貨膨脹約為今日的1,500,000美元。1868年，她在紐澤西州特納夫萊附近購買了一座大型鄉間別墅，從紐約市搭乘火車約一小時車程即可抵達，現今位在特納夫萊的伊麗莎白·凱迪·斯坦頓故居已成為美國國家歷史名勝。然而亨利·布魯斯特·斯坦頓依舊居住在紐約市中承租的公寓裡，此後兩人除了相互拜訪外幾乎分居兩地。
伊麗莎白·凱迪·斯坦頓的七個子女中有六個獲得大學學歷，與她年輕時因無大學招收女性學生而無法繼續攻讀高等教育不同，此時她的兩個女兒都得以在瓦薩學院接受高等教育。然而由於美國尚未開放女性獲得研究所入學的資格，所以哈麗雅特·斯坦頓只好前往法國攻讀碩士學位，但在訂婚並結婚後便放棄攻讀碩士學位，最終她於35歲時獲得瓦薩學院的碩士學位。
1884年後，亨利·布魯斯特·斯坦頓開始在特納弗利度過更多時間。1885年，在他80歲生日前夕，他出版了一本名為《清淡的回憶》（Random Recollections）的短篇自傳，書中稱他娶了著名法官丹尼爾·凱迪的女兒，但並沒有表明她的名字，而是在《清淡的回憶》的第三版中才首次提及他妻子的名字。最終亨利·布魯斯特·斯坦頓於1887年1月14日因肺炎逝世於紐約市的公寓中，當時伊麗莎白·凱迪·斯坦頓仍在英格蘭探望他們的女兒而不在美國。

## 美利堅全國女性參政權協會
美國憲法第十五修正案於1870年正式獲得批准後，消彌了女性參政權運動最初分裂的主要原因。因此於1875年，蘇珊·安東尼便開始敦促全國女性參政權協會更加關注於女性參政權上，而不是各方面的女性權利議題，這使其更往美利堅女性參政權協會的宗旨靠攏。美利堅女性參政權協會雖然在1880年代影響力開始下降，但兩個組織之間的競爭仍舊十分激烈。

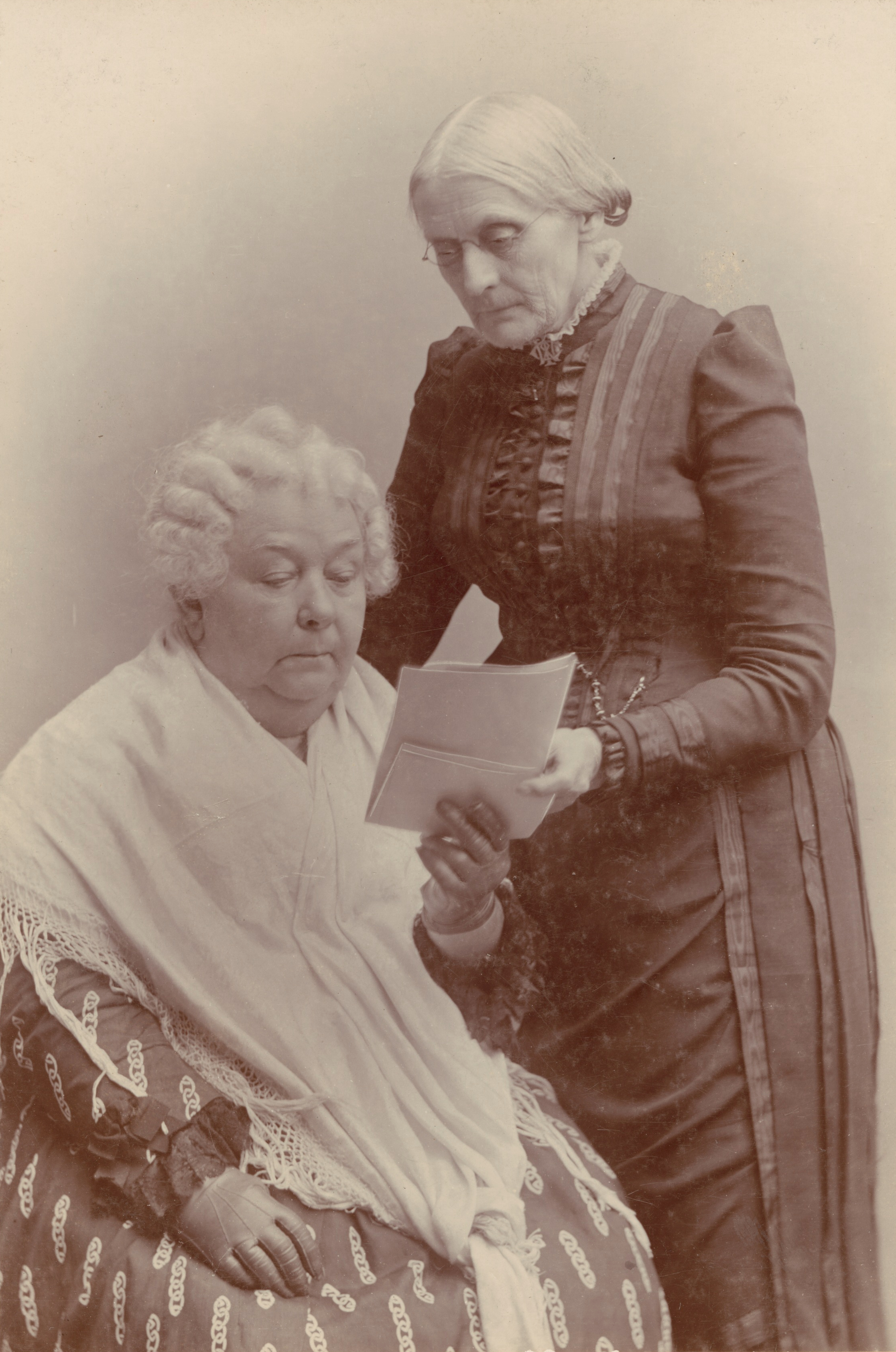
坐著的伊麗莎白·凱迪·斯坦頓和蘇珊·安東尼

1880年代後期，美利堅女性參政權協會領袖露西·斯通的女兒愛麗絲·斯通·布萊克威爾開始努力修補老一輩領袖之間的裂痕。當中蘇珊·安東尼謹慎配合這項工作的進行，然而伊麗莎白·凱迪·斯坦頓並未想配合該場合作，因為她對兩個組織都近乎想完全專注於女性參政權議題而感到失望。為此她寫信給朋友感嘆道：「露西和蘇珊都只看到參政權議題。她們沒有看到女性所受到的宗教和社會束縛，兩個協會中的年輕女性也沒有，因此不妨使她們聯合起來。」。
1890年，全國女性參政權協會和美利堅女性參政權協會正式合併為美利堅全國女性參政權協會。儘管伊麗莎白·凱迪·斯坦頓對新組織的發展方向感到不安，但在蘇珊·安東尼的堅持下，她最終還是接受了協會主席的職位。在美利堅全國女性參政權協會創立大會的演講中，她敦促該協會應致力於解決廣大的女性權利議題，並呼籲能擴及「摩爾門教徒、印地安人和黑人女性」在內所有信仰、種族和階級。在她當選協會主席後的次日，伊麗莎白·凱迪·斯坦頓前往位在英格蘭的她女兒家中，並在此居住十八個月，以此讓蘇珊·安東尼能全權負責協會事務。1892年，伊麗莎白·凱迪·斯坦頓在美利堅全國女性參政權協會舉行的會議上明確拒絕連任協會主席，後由蘇珊·安東尼接任協會主席一職。
1892年，伊麗莎白·凱迪·斯坦頓在短短幾天中發表了三次名為〈自我的孤獨〉（The Solitude of Self）的演講，其中兩次演講向美國國會委員會進行發表，另一場則是作為她在美利堅全國女性參政權協會的離別演講。她認為這是她進行過最好的演講，同時該演講也獲得許多人認同及讚許，露西·斯通更將其完整記錄在《女性雜誌》上專屬伊麗莎白·凱迪·斯坦頓演講記錄的專欄中。她終生致力於推翻「女性不如男性，因此不適合獨立」的教條做出許多貢獻，她在該演講中表示：「女性必須發展自我，接受教育，培養內在力量，以及相信自己。自我主權是女性生命中最基本的要素，而不是她作為他人女兒、妻子或母親的角色。」，同時她還說：「無論女性多麼期望他人的支撐、保護和幫助，無論男性多麼渴望讓女性這樣做，女性都必須獨自踏上屬於自己的人生旅途。」。

## 《女性聖經》及宗教觀
伊麗莎白·凱迪·斯坦頓曾說她小時候被傳教士查爾斯·芬尼講述的神罰所嚇壞，並在父親和姐夫幫助下克服了這些恐懼，這也使她打從心底拒絕了這種宗教，在往後的時光中她所持有宗教觀也隨著年齡有所演變。1840年代伊麗莎白·凱迪·斯坦頓住在切爾西的時光中，她受到西奧多·帕克的佈道吸引，西奧多·帕克和她的表兄格里特·史密斯一樣同屬神秘六人組的成員，該組織曾資助約翰·布朗突襲哈珀斯渡口並試圖藉此引起奴隸進行武裝叛亂。西奧多·帕克同時也是一位所屬於美國一位論協會的超驗主義牧師，他曾教導信徒不必拘泥於從字面理解聖經，同時也不必將上帝想像為男性，並且認為每個男性和女性都有能力為自己確定宗教的真理。
1848年，伊麗莎白·凱迪·斯坦頓在為塞內卡瀑布會議創立大會所撰寫的《權利和感性宣言》中，列出了一系列針對男性的控訴，如將女性排除在宗教事務和主要聖職之外。而她在其中一個控訴中稱：「男人篡奪了原屬耶和華的權力，聲稱他有權為她分配一個行動範圍，而那本應是屬於她心中的良知和上帝的。」，這是唯一不同與限制女性的參政權及大學受教權等基於實體的控訴，而是一種基於信仰所發起挑戰權威和自主權基礎的控訴。
南北戰爭結束後的幾年中，女性社會改革組織的種類和女性運動家的數量顯著增加，然而伊麗莎白·凱迪·斯坦頓對這些女性運動家中許多人持有的理念感到不安，她們認為政府應該通過在公立學校教授《聖經》和擴張《主日歇業法》等行動來復興基督教倫理。為此伊麗莎白·凱迪·斯坦頓在1890年於美利堅全國女性參政權協會創立大會上的演講中稱：「我希望本次大會能夠宣布女性參政權協會反對所有形式的政教合一，並承諾……維護我們政府的世俗性質。」。
1895年，伊麗莎白·凱迪·斯坦頓出版了《女性聖經》，書中對《聖經》內文進行批判性檢視，並質疑其作為上帝聖言的地位，同時抨擊《聖經》助長貶低女性地位的行為。伊麗莎白·凱迪·斯坦頓在數位女性的協助下完成書中大部分內容，其中包括曾協助撰寫《女性參政權史》的瑪蒂爾達·喬斯林·蓋奇。她於《女性聖經》中藉由有條不紊地閱讀《聖經》內文，同時引用當中段落對其進行諷刺性評論。《女性聖經》於出版後十分暢銷在六個月內共進行七次再刷，更被翻譯成多種語言版本，1898年更出版了《女性聖經·第二卷》 。
然而《女性聖經》的出版引發了一場席捲整個女性權利運動的爭議風暴，伊麗莎白·凱迪·斯坦頓對此並不感到驚訝，她早些時候便曾對一位熟人說：「好吧，如果我們確實看到了古老迷信的荒謬之處，卻從未向他人揭露它們，那麼世界如何在神學上取得任何進展？ 我的生命正處於落日之中，我覺得告訴人們他們所不準備聽到的事情是我的特殊使命。」。
雖然對《聖經》文本進行批判性檢視的過程，在學術界已經是一種既定的研究方式，並已將該研究方式命名為歷史批判。但伊麗莎白·凱迪·斯坦頓所進行的研究方式是從女性角度重新檢視《聖經》文本，她基於女性角度的檢視發現《聖經》的大部分文本反映的不是上帝聖言，而是在不太文明時代對女性的偏見。
在《女性聖經》中，伊麗莎白·凱迪·斯坦頓明確否認傳統基督教的大部分核心內容並稱：「我不相信任何人曾見過上帝或曾與上帝進行過交談，我不相信上帝啟發了馬賽克密碼，或告訴歷史學家他們所說關於女性的所作所為，因為地球上所有的宗教都貶低了她，然而只要女性屈服於他們分配給她的位置，那麼她的解放將永遠不可能達成。」，在該書的結尾伊麗莎白·凱迪·斯坦頓更表達「為19世紀帶來一種更理性的宗教，藉此擺脫猶太神話的所有困惑，其重要性將不亞於希臘、波斯和埃及的神話。」的期望。
在1896年美利堅全國女性參政權協會會議上，新興崛起的年輕領袖瑞秋·福斯特·艾弗里對《女性聖經》進行嚴厲批判，稱其為「帶有自命不凡的標題……實則沒有任何學術或文學價值。」。為此瑞秋·福斯特·艾弗里提出一項使該組織與伊麗莎白·凱迪·斯坦頓的該本著作保持距離的決議，儘管蘇珊·安東尼表達強烈反對，同時認為此舉動對組織是不必要且有害的，但最終該決議以53票對41票通過。伊麗莎白·凱迪·斯坦頓為此向蘇珊·安東尼提出以辭去領袖職務以示抗議的建議，但遭蘇珊·安東尼表示拒絕，之後伊麗莎白·凱迪·斯坦頓便與女性參政權運動漸行漸遠，此事件更導致她在晚年的歲月中遭受許多年輕女性參政權運動領袖投以輕蔑的態度。

## 晚年
1891年，伊麗莎白·凱迪·斯坦頓從她最後一次歐洲之旅返國後，便搬進了位在紐約市兩個同住的未婚子女家中。此時她增加了對「受過教育的參政權」的宣傳，這同時也是她長期以來提倡的參政權制度。1894年，她在《女性雜誌》上就此議題與小威廉·勞埃德·加里森（William Lloyd Garrison Jr.）進行了辯論。她的女兒哈里奧特·斯坦頓·布拉奇當時已活躍於英國女性參政權運動，後來更成為美國女性參政權運動的領袖人物，但她對伊麗莎白·凱迪·斯坦頓在這場辯論中所表達的觀點感到不安。之後她更發表了一篇文章以批評她母親觀點，文章中表示聰明且有成就的公民便應該享有參政權，但仍有很多人沒能享有受教育的機會，更不應該藉此剝奪他們的參政權。1902年，在寫給美利堅全國女性參政權協會的一封信中，伊麗莎白·凱迪·斯坦頓繼續為她的理念進行倡議，信中呼籲連署「一項需要具備學歷方才授予參政權的憲法修正案」，並表示「每個參與投票的人都應該擁有能閱讀和書寫英語的知識能力。」
在伊麗莎白·凱迪·斯坦頓晚年，她開始對創建合作社式的社區和工作場所產生興趣，並受到各種形式的政治激進主義所吸引，她因此開始支持人民黨並逐漸傾向社會主義，尤其是民主社會主義當中改良主義派的費邊社會主義。
1898年，伊麗莎白·凱迪·斯坦頓出版了她的回憶錄《八十年和更多》，書中塑造了希望為人們銘記的形象，並且她盡量減少對政治和個人衝突的描寫，同時省略了對女性運動分裂的任何討論。《八十年和更多》一書中內容主要涉及政治議題，以至於幾乎沒有提及她的母親、丈夫或子女的各種記錄。儘管她晚年曾與蘇珊·安東尼之間存在一定程度的摩擦，但她還是在該書的獻辭頁表示：「我將這本書獻給蘇珊·安東尼，這位半個世紀以來對我堅定不移的摯友。」。
此後伊麗莎白·凱迪·斯坦頓持續為各種出版物撰寫大量文章，直至她逝世。

## 逝世、埋葬和紀念

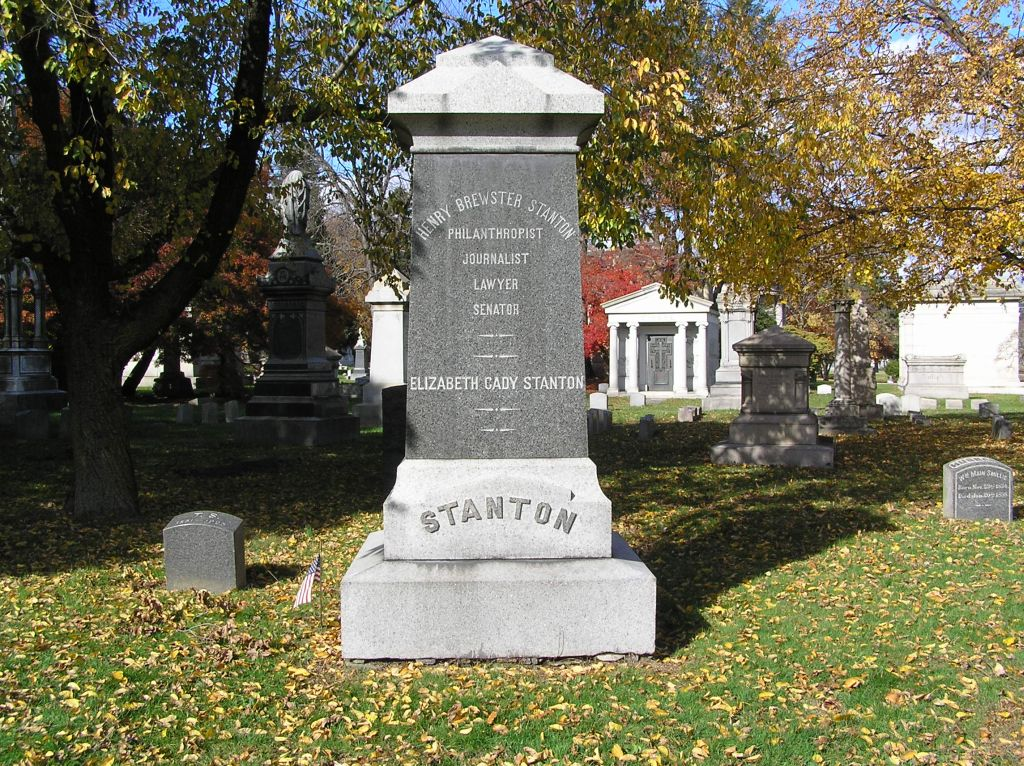
伍德勞恩公墓中的亨利·布魯斯特·斯坦頓和伊麗莎白·凱迪·斯坦頓紀念碑，紀念碑的另一面記載了她畢生的成就

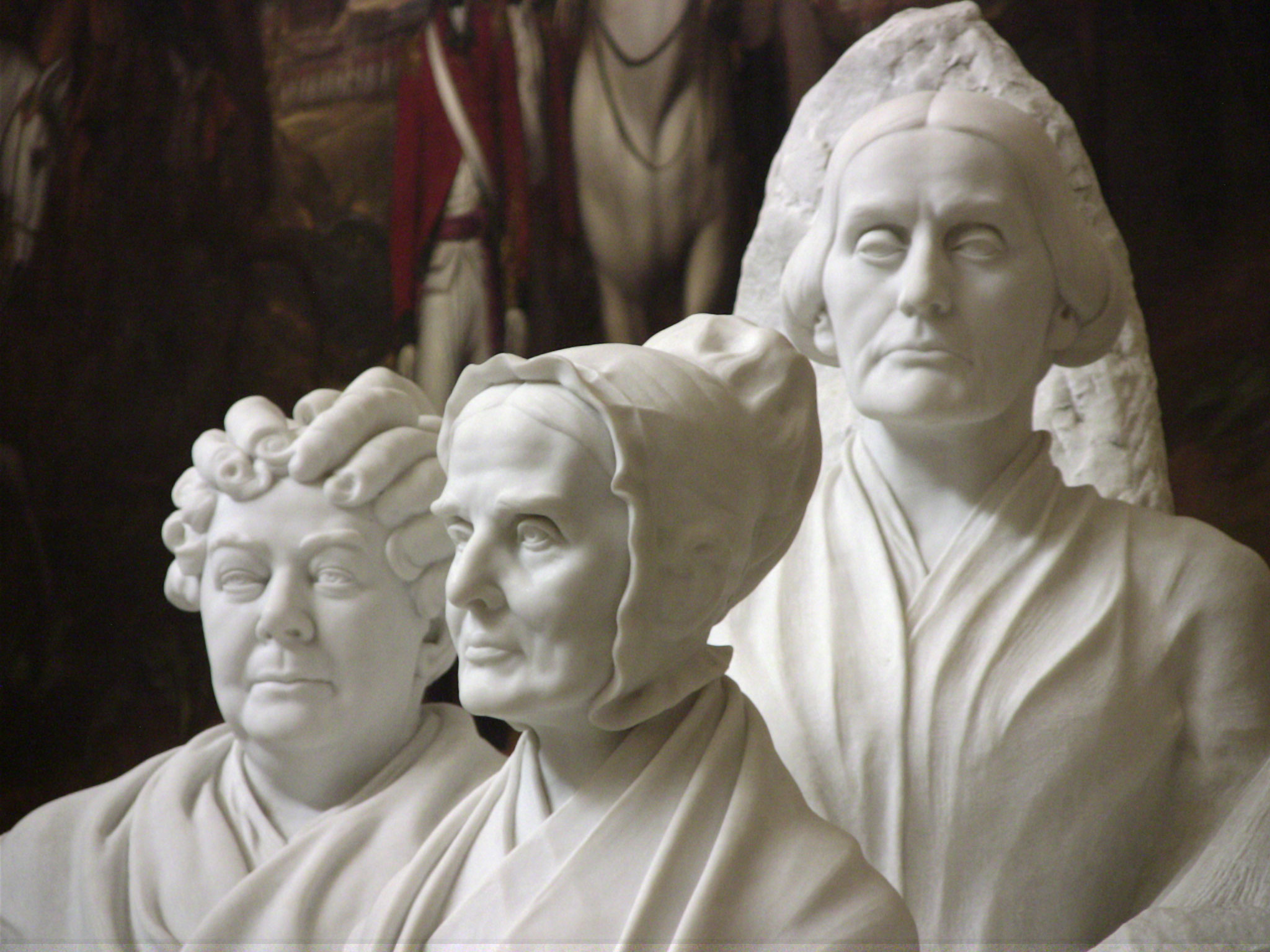
美國國會圓形大廳中阿德萊德·強森的《肖像紀念碑》（1921年），雕刻了伊麗莎白·凱迪·斯坦頓、柳克麗霞·莫特和蘇珊·安東尼三位女性參政權運動先驅

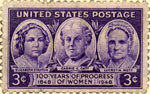
紀念塞內卡瀑布會議的美國郵票，標語為「100年女性的進步：1848－1948」。 從左到右分別為，伊麗莎白·凱迪·斯坦頓、凱莉·查普曼·凱特、柳克麗霞·莫特。

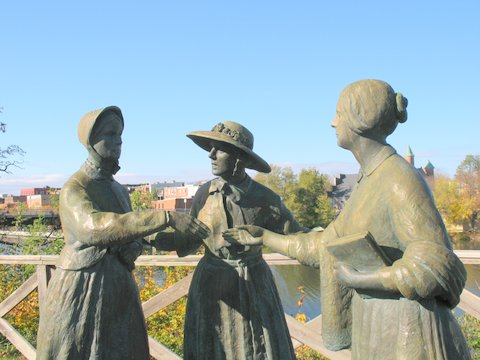
名為《當安東尼遇見斯坦頓》的雕像，紀念1851年伊麗莎白·凱迪·斯坦頓、蘇珊·安東尼和艾蜜莉亞·布盧默在紐約州塞內卡瀑布 (紐約州人口普查指定地區)的會面。

1902年10月26日，伊麗莎白·凱迪·斯坦頓於紐約市逝世，她至始至終未能親眼見證女性參政權運動的成功，她死後18年美國憲法第十九條修正案正式授予女性參政權。醫院死亡報告稱伊麗莎白·凱迪·斯坦頓的死因為心臟衰竭，但她的女兒哈麗雅特·斯坦頓稱她逝世前便已出現呼吸問題並開始影響她的工作，在她逝世的前一天，伊麗莎白·凱迪·斯坦頓曾告訴她的醫生：「一名女性如果無法解決所面臨的問題，還不如給她一些東西以加速她的死亡。」。伊麗莎白·凱迪·斯坦頓逝世的兩年前，她曾簽署了一份同意書，文件中表示她死後將捐贈她的大腦給康乃爾大學進行科學研究，但最終她的這個願望未能得以實現。她安葬於紐約市布朗克斯伍德勞恩公墓中，一旁即是她丈夫亨利·布魯斯特·斯坦頓墓碑。
伊麗莎白·凱迪·斯坦頓死後，蘇珊·安東尼在所寫給一位朋友的信件中感嘆道：「哦，這可怕的安靜！我五十年來一直喜歡聽到的聲音似乎已在腦海中不可能平靜下來。我一直覺得，在我知悉自己的立場之前，我必須先了解斯坦頓夫人對事情的看法。我現在已身處於茫茫大海之中。」。
即使在伊麗莎白·凱迪·斯坦頓去世後，女性參政權運動的敵人更繼續使用她曾說過的敏感言論來反對批准美國憲法第十九修正案的推動，最終該修正案依舊於1920年順利成為美國憲法修正案，對此女性參政權運動中的年輕女性成員以貶低伊麗莎白·凱迪·斯坦頓和讚揚蘇珊·安東尼作為回應。1923年，全國婦女黨領袖艾麗斯·保羅在塞內卡瀑布會議成立75週年之際，在塞內卡瀑布提出擬議中的美國憲法平等權利修正案，然而整個計劃中的儀式和活動單都沒有提及作為塞內卡瀑布會議推手的伊麗莎白·凱迪·斯坦頓。此舉引起此次紀念會演講者伊麗莎白·凱迪·斯坦頓女兒哈里奧特·斯坦頓·布拉奇的不滿，當中她堅持要求向她母親在女性運動中所扮演的角色致敬。在伊麗莎白·凱迪·斯坦頓逝世後除了她的子女們所整理出版的信件集之外，都沒有任何與她相關的重要書籍進行出版，直到1940年才在她女兒的協助下出版了一本完整記錄她生平事蹟的傳記。隨著1960年代新女權運動的興起和女性史學課程的建立，使伊麗莎白·凱迪·斯坦頓對女權運動的影響得以重新獲得人們認可及平反。
1921年，阿德萊德·強森向美國國會圓形大廳捐贈刻有伊麗莎白·凱迪·斯坦頓、柳克麗霞·莫特和蘇珊·安東尼三人半身塑像的《肖像紀念碑》，以紀念她們對女性權利運動的貢獻。然而該雕塑在捐贈給國會大廈後遭閒置於地下室多年，直至1997年才移至美國國會圓形大廳中更顯眼的位置展示。
1965年，位在紐約州塞內卡瀑布的伊麗莎白·凱迪·斯坦頓故居獲認定為美國國家歷史名勝，今日更成為婦女權利國家歷史公園的一部分。1969年，基進女性主義組織紐約激進女權主義者成立，它以歷史上著名女權主義者來命該組織的小型基地台和「旅」，其中安妮·科特和舒拉米斯·費爾斯通便是斯坦頓－安東尼旅（Stanton-Anthony Brigade）的領袖 。
1973年，伊麗莎白·凱迪·斯坦頓入選國家女性名人堂。兩年後，位在紐澤西州特納夫萊的伊麗莎白·凱迪·斯坦頓故居亦獲認定為美國國家歷史名勝。
1982年，《伊麗莎白·凱迪·斯坦頓及蘇珊·安東尼論文》項目開始，該項學術工作收集和記錄了伊麗莎白·凱迪·斯坦頓和蘇珊·安東尼所撰寫的全部可用材料。《伊麗莎白·凱迪·斯坦頓及蘇珊·安東尼論文選集》（The Selected Papers of Elizabeth Cady Stanton and Susan B. Anthony）即是從該項目收集的14,000份文件彙整為六卷出版。1999年，肯·伯恩斯和保羅·巴恩斯（Paul Barnes）一同以伊麗莎白·凱迪·斯坦頓和蘇珊·安東尼兩人的事蹟為主軸，製作了紀錄片《不只為我們自己：伊麗莎白·凱迪·斯坦頓和蘇珊·安東尼的故事》，更因此獲得當年度皮博迪獎的殊榮。同年，泰德·奧布（Ted Aub）的雕塑《當安東尼遇見斯坦頓》（When Anthony Met Stanton）揭幕，以紀念1851年5月12日艾蜜莉亞·布盧默將蘇珊·安東尼介紹給伊莉莎白·卡迪·斯坦頓的歷史場景。這座雕塑由三個真實比例大小的女性青銅雕像所構成，並擺放在得以俯瞰著紐約州塞內卡瀑布的梵·克里夫湖畔（Van Cleef Lake），此處即是歷史上三人的相見之處。
2005年，《伊麗莎白·凱迪·斯坦頓懷孕和育兒學生服務法》草案於被排入美國國會議程中，該法案以資助處於懷孕和育兒狀態的學生並為其提供相關社福服務，最終該法案並未通過。2006年，美國聖公會將每年聖人曆的7月20日訂為伊麗莎白·凱迪·斯坦頓與艾蜜莉亞·布盧默、索傑納·特魯思和哈莉特·塔布曼等解放者和先知日（Liberators and Prophets），以紀念她們在女性運動中的貢獻。
2008年，曼哈頓區長辦公室將伊莉莎白·卡迪·斯坦頓和蘇珊·安東尼所創立之報刊《革命》辦公室所在地柏路37號劃入曼哈頓女性權利歷史古蹟地圖中。
2016年，美國財政部宣布將以伊麗莎白·凱迪·斯坦頓作為在新版10美元鈔票的背面肖像，同時亦會加入柳克麗霞·莫特、索傑納·特魯思、蘇珊·安東尼、艾麗斯·保羅和1913年女性參政權遊行等女性運動意象，原先計劃於2020年美國女性獲取參政權100週年紀念日中同時推出新款的5美元、10美元和20美元鈔票，但最終該計劃被推遲及擱置。2020年，賦予女性參政權的美國憲法第十九條修正案通過100週年之際，由梅雷迪思·伯格曼進行創作的《女性權利先驅者紀念碑》於紐約市中央公園揭幕，該雕塑描繪伊麗莎白·凱迪·斯坦頓、蘇珊·安東尼和索傑納·特魯思所進行的熱烈討論。